# Methan
Methan ist eine chemische Verbindung aus Kohlenstoff und Wasserstoff mit der Summenformel CH4 und der einfachste Vertreter der Stoffgruppe der Alkane. Unter Normalbedingungen ist es ein farb- und geruchloses, brennbares Gas. Methan ist in Wasser kaum löslich und bildet mit Luft explosive Gemische. Es verbrennt mit bläulich-heller Flamme in Gegenwart von ausreichend Sauerstoff zu Kohlenstoffdioxid und Wasser.
Es kommt in der Natur unter anderem als Hauptbestandteil von Erdgas vor. Da es in Lagerstätten in großen Mengen existiert, ist es eine attraktive Energiequelle. Der Transport erfolgt durch Pipelines oder als tiefgekühlte Flüssigkeit (LNG) mittels Tankschiffen. Des Weiteren kommt es als Methanhydrat gebunden am Meeresboden und in Permafrostgebieten vor, wobei die genaue Menge unbekannt ist. Methan dient als Heizgas und ist in der chemischen Industrie als Ausgangsstoff für technische Synthesen wie etwa der Methanolherstellung oder der Herstellung von halogenierten Methanderivaten von großer Bedeutung. Es wird weiterhin zur Herstellung von Wasserstoff im großindustriellen Maßstab verwendet.
Das Gas entsteht in beträchtlichen Mengen durch biotische Prozesse, entweder anaerob durch Mikroorganismen oder aerob durch Phytoplankton, Pflanzen und Pilze. Anthropogene Quellen sind indirekt etwa der Reisanbau und die Schaf- und Rinderzucht. Abiotische Quellen wie Waldbrände oder Vulkanausbrüche setzen ebenfalls Methan frei.
Methan ist der meist vertretene Kohlenwasserstoff in der irdischen Atmosphäre, wobei die Konzentration sowohl zwischen der Nord- und Südhalbkugel als auch jahreszeitlich schwankt. Als Treibhausgas besitzt Methan ein hohes Treibhauspotential. Es trug zur klimageschichtlichen Erderwärmung bei und beeinflusst die aktuelle globale Erwärmung. In der Erdatmosphäre wird es zu Methanol, Formaldehyd, Ameisensäure und schließlich zu Kohlenstoffdioxid oxidiert, wobei auch Wasser gebildet wird. Methan ist Bestandteil der Atmosphäre anderer Planeten und Monde und wurde sowohl in Kometen als auch im interstellaren Medium nachgewiesen.

## Etymologie
Der Name Methan leitet sich von Méthylène her. Dies war der Name, den die französischen Chemiker Jean-Baptiste Dumas und Eugène-Melchior Péligot 1834 der Flüssigkeit, die heute als Methanol bezeichnet wird, gaben; er setzt sich seinerseits aus altgriechisch μέθυ (méthy) für „Wein, berauschendes Getränk“ und ὕλη (hýlē) für „Holz“ zusammen. Der deutsche Chemiker August Wilhelm von Hofmann schlug 1866 in einer englischen Veröffentlichung erstmals eine systematische Nomenklatur vor, wonach der Name für das Gas sich von Methylene ableitete und Methane genannt werden sollte. Daraus entstand die deutsche Form Methan. In alten Texten wurde Methan gelegentlich als Methylwasserstoff bezeichnet.

## Geschichte

### Altertum und Spätmittelalter

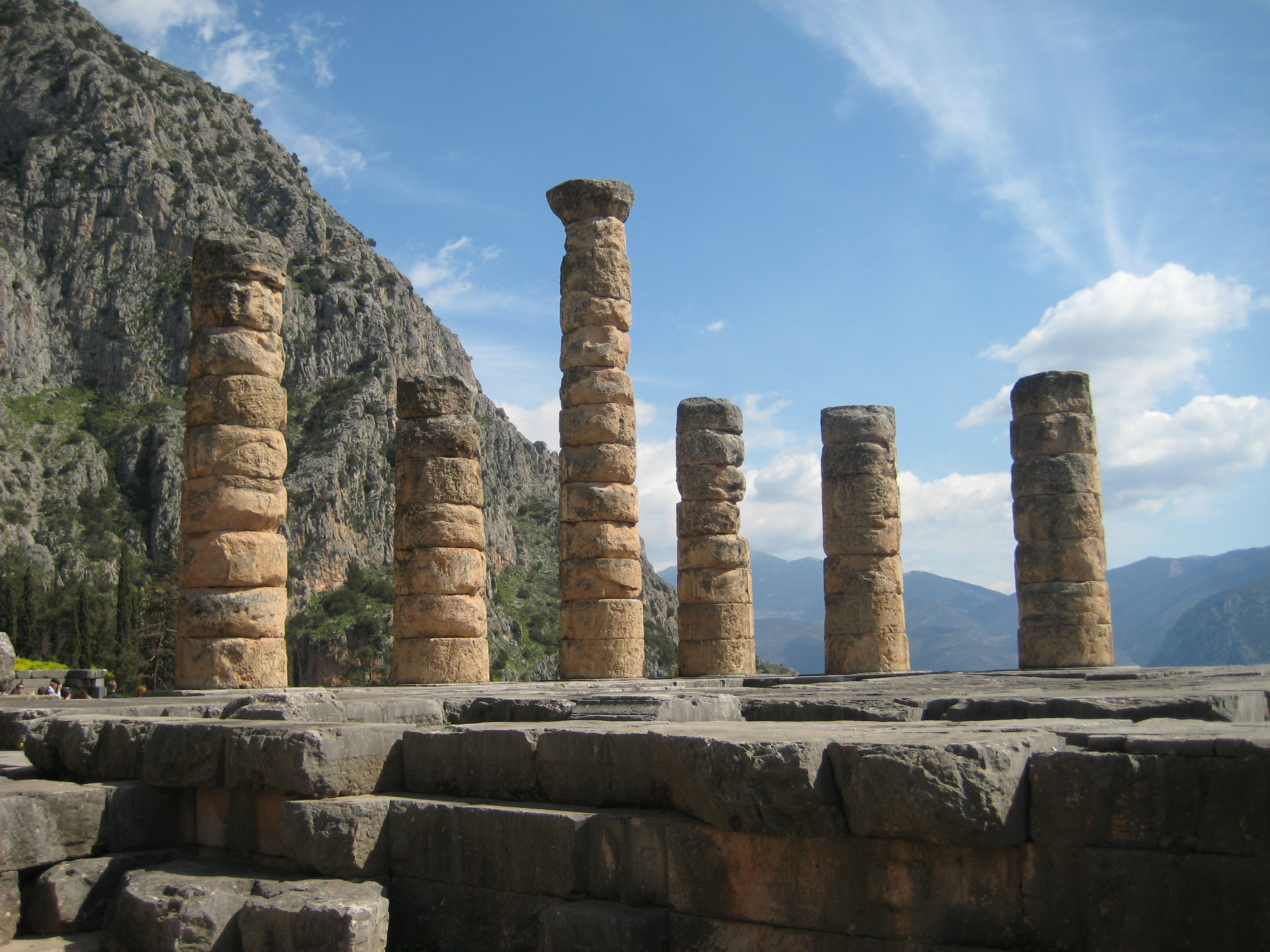
Ruine des Apollon-Tempels in Delphi

Methan speist als Bestandteil von austretendem Erdgas sogenannte „Ewige Feuer“. Diese wurden so genannt, da das Vorhandensein einer Flamme in historischen Aufzeichnungen über lange Zeiträume berichtet wurde. Diese Feuer treten oft in erdölführenden Gebieten mit tektonischen Verwerfungen auf, etwa in Chimaira (Lykien). Bereits seit 2000 v. Chr. sind diese Feuer bekannt. Bei dem ewigen Feuer in Baba Gurgur im Irak handelt es sich möglicherweise um den Feuerofen, der bereits in der Bibel im Buch Daniel beschrieben ist und in den König Nebukadnezar Daniels Begleiter Shadrach, Meshach und Abednego warf, weil sie sich weigerten, eine goldene Statue anzubeten (Dan 3,23 ). Das Orakel von Delphi befand sich im Apollon-Tempel, der um etwa 1000 v. Chr. über einer ewigen Flamme errichtet wurde. Möglicherweise erfolgten die Wahrsagungen der Pythia unter Einfluss der Inhalation von narkotisch wirkenden Gasen wie Methan, Ethan und Ethen, als Pneuma bezeichnet, die in Spuren in einer dort vorhandenen Quelle nachgewiesen wurden.
Methan als Bestandteil des Erdgases wurde bereits im 4. Jahrhundert v. Chr. in China energetisch zum Eindampfen von Salzsole verwendet. Zum Teil traten aus den Bohrlöchern sowohl Methan als auch Sole aus, zum Teil wurde das Gas mittels Bambuspipelines von sogenannten trockenen Bohrlöchern aus zur Soleverarbeitung herangeführt. Die Natur des Gases war damals unbekannt, aber es war den Alchemisten im Mittelalter bekannt als Bestandteil von Fäulnisgasen, auch als „Sumpfluft“ bezeichnet. Das Auftreten von Schlagwettern, einem Gasgemisch aus Methan und Luft, war im Untertagebau schon früh als Gefahr bekannt, da eine Zündquelle eine Schlagwetterexplosion auslösen konnte.

### 17. bis 19. Jahrhundert

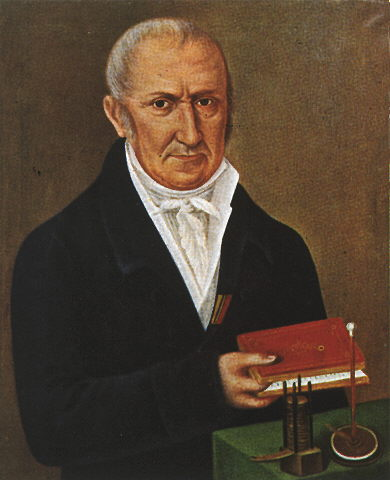
Alessandro Volta

Im Februar 1659 untersuchte der Engländer Thomas Shirley bei Wigan eine Quelle mit brennbarem Wasser. Er konnte zeigen, dass nicht das Wasser, sondern ein Gas, das vom Boden des aufgestauten Wassers aufstieg, das Phänomen verursachte. Er vermutete, dass das Gas aus einer darunterliegenden Kohlelagerstätte stammte und dass es Grubengas war.

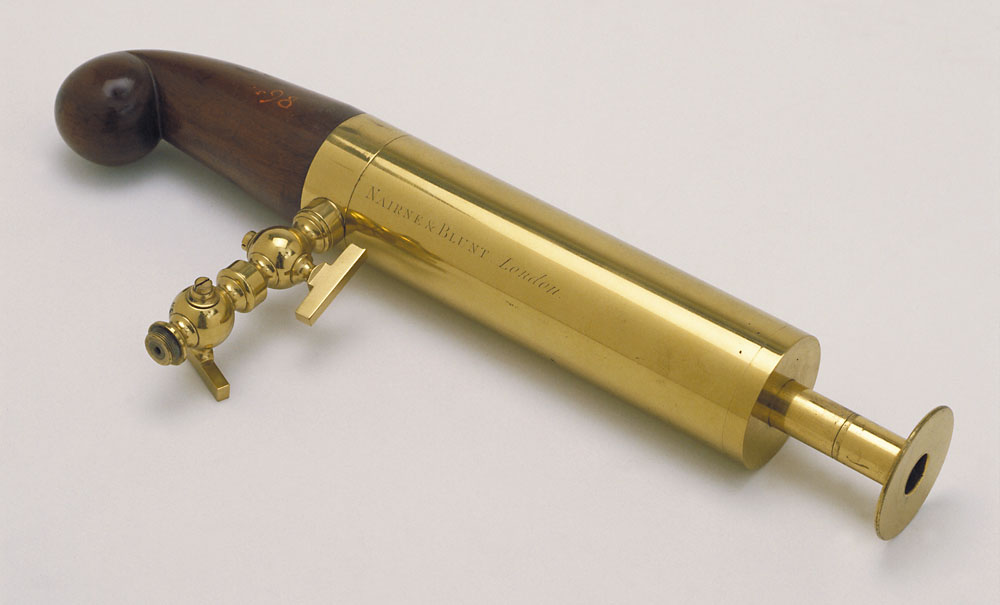
Volta-Pistole

Der Priester Carlo Giuseppe Campi wies im Herbst 1776 Alessandro Volta auf das Phänomen der „entflammbaren Luft“ hin, die an einer Biegung des Flusses Lambro aufstieg. Dieses Phänomen war bereits einige Jahre zuvor von Antoine Laurent de Lavoisier, Benjamin Franklin und Joseph Priestley untersucht und beschrieben worden. Volta versuchte in den Sümpfen des Lago Maggiore den Boden mit Hilfe eines Stocks umzurühren, wobei er Gasblasen aufsteigen sah. Er sammelte das Gas in Flaschen, welches er mittels eines von ihm entwickelten Eudiometers quantitativ untersuchte.
Volta entwickelte auch die sogenannte Volta-Pistole, ein Eudiometer, in dem eine Luft-Methan-Mischung gezündet werden konnte. Er schlug 1777 vor, die Volta-Pistole als eine Art Fernschreiber zu nutzen. Über eine Drahtleitung zwischen Mailand und Como sollte ein elektrischer Impuls ein Luft-Methan-Gemisch in Volta-Pistolen zur Explosion bringen, wobei eine Reihe solcher Entladungen einen alphanumerischen Code zur Informationsübertragung darstellen würde. Seine Untersuchungen beschrieb Volta in als Buch herausgegebenen Briefen an Carlo Campi.
Um 1800 begannen Versuche zur Verwendung von Stadtgas, einer Mischung aus Methan, Kohlenstoffmonoxid, Wasserstoff und Stickstoff, für die Straßenbeleuchtung. William Henry untersuchte zu dieser Zeit die Eigenschaften von Mischungen brennbarer Gase, etwa ihre Löslichkeit in Flüssigkeiten in Abhängigkeit vom Partialdruck. Diese Arbeiten führten zur Formulierung des Henry-Gesetzes. Er bestimmte die relative Leuchtkraft von Gasen und die Unterschiede ihrer Zusammensetzung. Seine Ergebnisse bestätigten die Vermutung John Daltons über die Zusammensetzung von Methan und Ethen und, dass Kohlenstoff und Wasserstoff nur in bestimmten Verhältnissen miteinander verbunden sind.

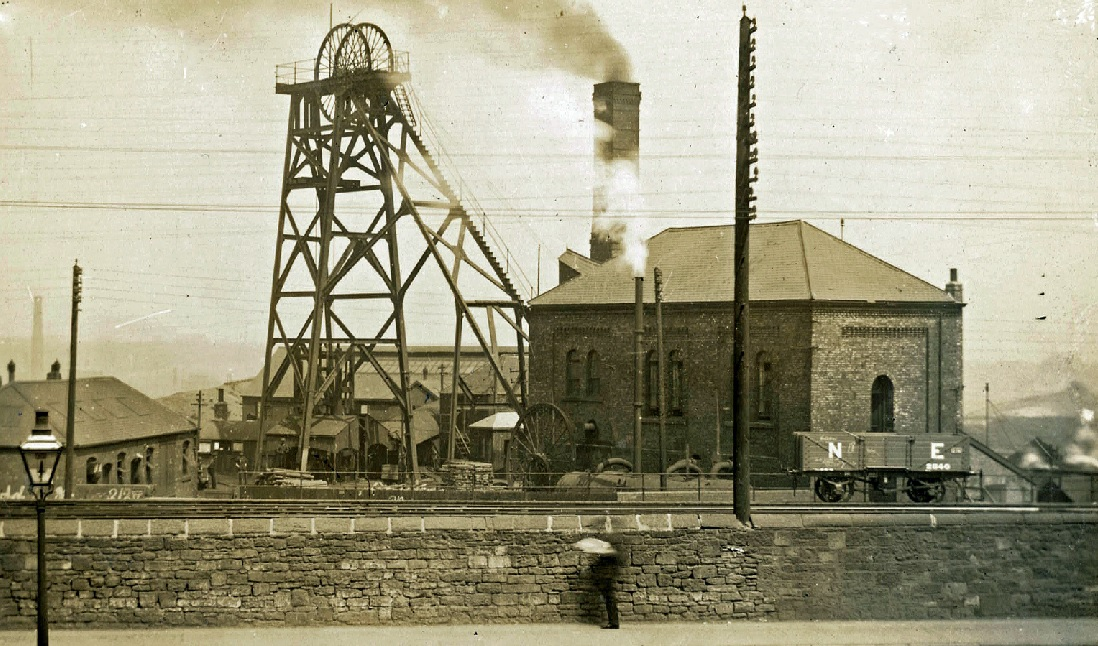
Felling Mine im späten 19. Jahrhundert

Nach dem Grubenunglück von Felling (Tyne and Wear) im Jahr 1812, einem der größten Grubenunglücke der damaligen Zeit, stellte Humphry Davy fest, dass das gefürchtete Grubengas hauptsächlich aus Methan bestand. Der Verlust von 92 Menschenleben war eine der Triebfedern für die Entwicklung der Davy-Lampe mit Flammsieb.
Um 1821 fand William Hart, der als „Vater des Erdgases“ gilt, in Fredonia die erste Erdgasquelle in den Vereinigten Staaten. Das Gas wurde lokal für Beleuchtungszwecke genutzt. Hart gründete 1858 die erste US-amerikanische Erdgasgesellschaft, die Fredonia Gas Light Company.

### 20. Jahrhundert
Mit Beginn der Erdölförderung wurde Methan als Hauptbestandteil des gleichzeitig geförderten Erdgases meist am Bohrlochkopf abgefackelt. Eine der ersten großen Pipelines wurde im Jahr 1891 gebaut. Sie war 193 Kilometer lang und verband Erdgasbohrungen in Indiana mit Chicago. Zu Beginn des Ausbaus und intensiveren Nutzung der Erdgaspipelines in den 1930er Jahren wurde Methanhydrat in den Erdgaspipelines gefunden, das sich aus Methan und Wasser bildete und die Pipelines verstopfte. Erst nach dem Zweiten Weltkrieg erlaubten Fortschritte in der Pipelinetechnik den Ausbau einer Pipelineinfrastruktur und der Nutzung von Methan als Bestandteil des Erdgases zur industriellen Nutzung sowie zur privaten Nutzung zu Heiz- und Kochzwecken. Mit steigendem globalem Energiebedarf wurde Methan ein stetig wachsender Faktor der Weltprimärenergieproduktion. Zwischen 1980 und 1990 stieg der Anteil von etwa 18 auf etwa 22 %.

## Vorkommen

### Irdisch

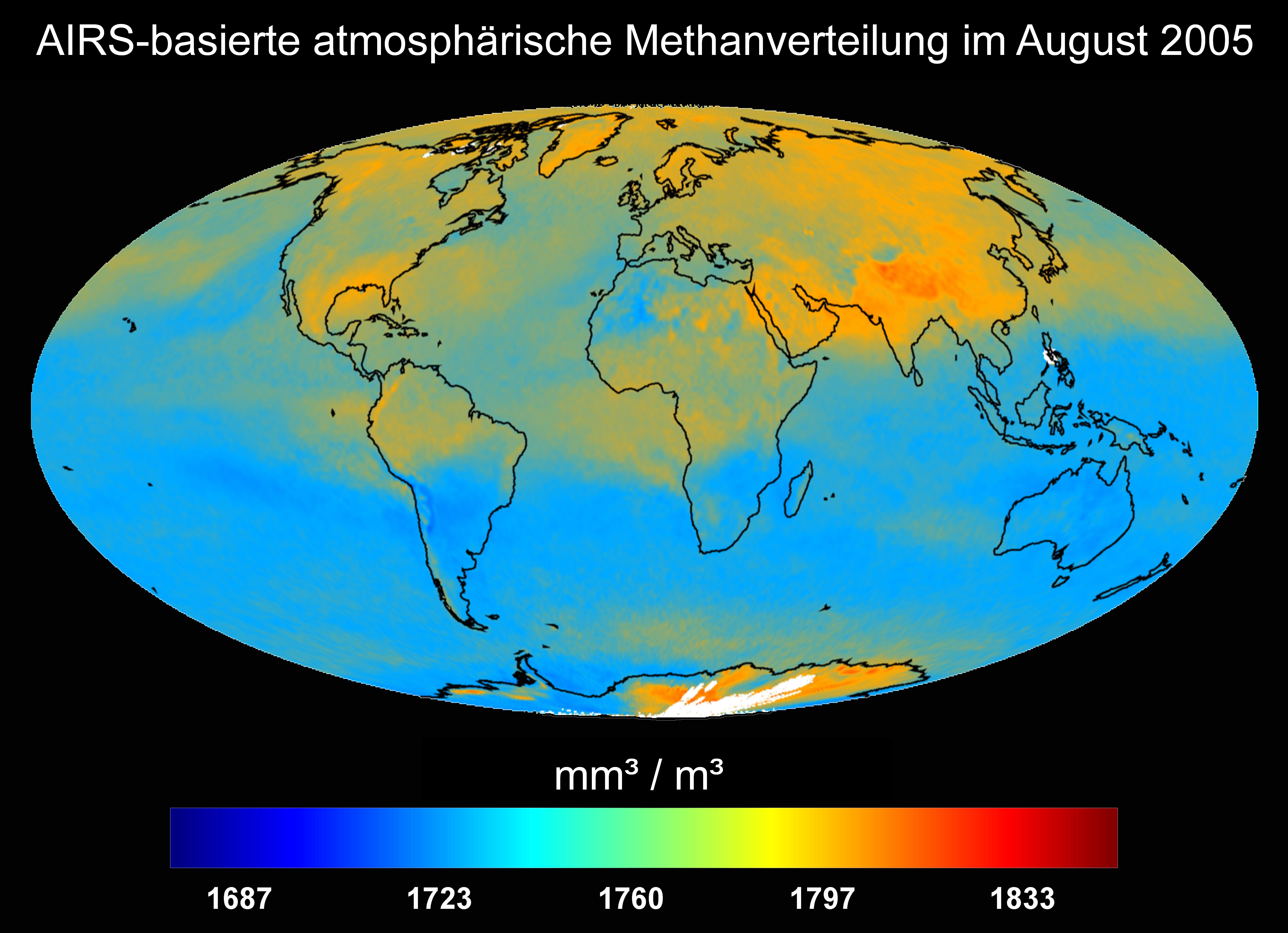
Atmosphärische Methanverteilung im August 2005, gemessen mit dem Atmospheric Infrared Sounder (AIRS) an Bord des Aqua-Satelliten

Methan war neben Ammoniak und Wasserdampf ein Hauptbestandteil der irdischen Uratmosphäre. Es kommt vielfältig vor und wird auf der Erde ständig neu gebildet, etwa bei technischen, biologischen oder geologischen Prozessen wie der Serpentinisierung. Die Methankonzentration in der Erdatmosphäre hat sich vom Jahr 1750 bis zum Jahr 2021 von 0,73 auf 1,896 ppm mehr als verdoppelt und damit den höchsten Wert seit 800.000 Jahren erreicht. Seit dem Ausfall des Envisat-Satelliten liefern der japanische Greenhouse Gases Observing Satellite (GOSAT) sowie das Tropomi-Spektrometer des Sentinel-5P-Satelliten Daten der globalen Verteilung der Methankonzentration in der Atmosphäre. Im Jahr 2023 ist der Beginn einer weiteren Sentinel-Mission zur Beobachtung der Atmosphärenzusammensetzung geplant.

Übersicht über die anaerobe Verwertung von polymeren Substraten und Lipiden

Mikroorganismen bilden einen großen Teil des terrestrischen Methans. Beim Faulen organischer Stoffe unter Luftabschluss in Sümpfen oder im Sediment auf dem Grund von Gewässern bildet sich Sumpfgas, ein Gemisch aus Methan und Kohlenstoffdioxid. Biogas enthält etwa 60 % Methan und etwa 35 % Kohlenstoffdioxid, neben geringeren Mengen Wasserstoff, Stickstoff und Schwefelwasserstoff.
Die Bildung erfolgt oberflächennah biotisch: einerseits anaerob im Zuge der Methanogenese vor allem aus Acetat, aber auch unter anderem aus Kohlenstoffdioxid, durch eine Gruppe von Archaeen, den Methanogenen. Sie nutzen einfache Verbindungen wie Kohlenstoffdioxid oder Methanol und reduzieren diese zu Methan, wobei sie – vor allem über die damit verbundene Oxidation von Reaktionspartnern – Energie gewinnen. Beispielsweise werden bei der Bildung von Methan und Wasser aus CO2 und Wasserstoff (H2) unter Standardbedingungen bei einem pH-Wert von sieben etwa 131 kJ/mol an Freier Enthalpie (Gibbs-Energie, ΔG0’) freigesetzt:
{\displaystyle \mathrm {CO_{2}+4\ H_{2}\rightarrow CH_{4}+2\ H_{2}O} }
Ein kleiner Teil der biotischen Entstehung basiert auf der aeroben Spaltung von Methylphosphonaten.
Unterhalb der Oberfläche der Erde entsteht Methan im tieferen Untergrund bei hohen Temperaturen und Drücken und wird meist bei vulkanischen Aktivitäten frei. Als Bestandteil des Erdgases schwankt seine Konzentration je nach Lagerstätte zwischen 35 und 98 %. Andere Erdgasbestandteile können höhere Kohlenwasserstoffe, besonders Ethan sein, sowie Kohlenstoffdioxid und Stickstoff. Das meist zusammen mit Erdöl auftretende „Naßgas“ enthält Kohlenwasserstoffe wie Pentan, Hexan, Heptan und noch höhere Kohlenwasserstoffe, während „trockenes“ Erdgas Methan als Hauptbestandteil enthält. Das in Steinkohlelagern eingeschlossene Grubengas enthält hauptsächlich Methan.
Es kann abiotisch thermal im Rahmen des Reifeprozesses von Kohle in der geochemische Phase der Inkohlung sowie aus allen Typen von Kerogenen und Erdöl entstehen. 2008 wurde nachgewiesen, dass Methan aus den Lost-City-Hydrothermalquellen geochemischen Ursprungs ist.
Methan, das am Meeresgrund austritt, reagiert unter hohem Druck und niedriger Temperatur mit Wasser zu festem Methanhydrat, das auch als „Methaneis“ bezeichnet wird. Der Kohlenstoffgehalt der weltweiten Methanhydratvorkommen wurde Ende der 1980er Jahre etwa 11.000 Gigatonnen geschätzt, der Kohlenstoffgehalt der nachgewiesenen Erdgas, Kohle- und Ölreserven beträgt etwa 5000 Gigatonnen. Neuere Schätzungen gehen von wesentlich geringeren Vorkommen aus, wobei die Vorkommen auf etwa 1800 Gigatonnen Kohlenstoff geschätzt werden.

### Außerirdisch
| Planet  | Anteil            |
| ------- | ----------------- |
| Erde    | 1,89 ppm          |
| Mars    | 0,0105 ppm        |
| Jupiter | 2000 ppm          |
| Saturn  | 4500 ± 2000 ppm   |
| Uranus  | 20–40.000 ppm     |
| Neptun  | 15.000 ± 5000 ppm |

Die Atmosphären der Planeten Mars, Jupiter, Saturn, Uranus, Neptun und des Zwergplaneten Pluto enthalten ebenfalls Methan, ebenso die Atmosphären von Monden wie Titan oder Enceladus. Nach Wasserstoff und Helium ist Methan die dritthäufigste Komponente der Uranusatmosphäre. Durch dessen Absorptionsbanden im roten Bereich und im nahen Infrarot erscheint Uranus aquamarin oder cyanfarben. Die etwas helleren blauen Farbtöne des Saturns sind wahrscheinlich auf denselben Effekt zurückzuführen.
Außerhalb unseres Sonnensystems ist Methan als erstes organisches Molekül auf dem Exoplaneten HD 189733 b vom Typ Hot Jupiter nachgewiesen worden. Die Absorptionsspektren von kühlen Braunen Zwergen, die als Methan-T-Zwerge bezeichnet werden, werden von Methan und Wasser dominiert. Daneben gibt es heißere, sogenannte L-Zwerge, die ebenfalls Methanabsorptionsmerkmale aufweisen, die jedoch schwächer sind als die der T-Zwerge.

#### Mars
2009 wurde über Methaneruptionen auf dem Mars berichtet; in der Atmosphäre des Mars wurde Methan nachgewiesen, etwa 10,5 ppb. Da es sich normalerweise nicht in der Atmosphäre halten kann und es keine Hinweise auf Meteoriten als Quelle gibt, muss es auf dem Planeten neu gebildet worden sein, was ein Indiz für Leben auf dem Mars sein könnte. Das Methan könnte vulkanischen Ursprungs sein, wofür auf dem Mars noch keine Hinweise gefunden wurden.
Eine methanreiche Ur-Atmosphäre auf dem Mars und der dadurch verursachte Treibhauseffekt könnte eine Erklärung für das Paradoxon der schwachen jungen Sonne bieten. Die in der Frühzeit geringe Strahlungsleistung der jungen Sonne steht im Widerspruch zu einer Oberflächentemperatur auf dem Mars über dem Gefrierpunkt von Wasser, für die es Hinweise durch Spuren von fließenden und stehenden Gewässern in der Urgeschichte des Mars gibt.

#### Titan

Mercatorprojektion des Saturnmonds Titan, aufgenommen vom Huygens-Lander in 10 Kilometern Höhe. Im oberen, mittleren Bereich sind Strukturen zu sehen, die eventuell von Methanflüssen stammen (14. Januar 2005).

Auf dem Saturnmond Titan herrscht bei −180 °C und etwa 1,6 bar Atmosphärendruck fast der Tripelpunkt des Methans. Methan kann deshalb auf diesem Mond in allen drei Aggregatzuständen auftreten. Es gibt Wolken aus Methan, aus denen Methan regnet, das durch Flüsse, darunter der Vid Flumina, in Methanseen fließt, dort wieder verdunstet und so einen geschlossenen Methankreislauf bildet, analog zum Wasserkreislauf auf der Erde. Flüssiges Methan ist für Radarstrahlen durchsichtig, so konnte die Raumsonde Cassini die Tiefe des Sees Ligeia Mare zu 170 m bestimmen.
Wahrscheinlich gibt es auf diesen Seen Eisberge aus Methan und Ethan. Diese schwimmen auf den Methanseen, wenn sie mindestens 5 % gasförmigen Stickstoff enthalten. Wenn die Temperatur nur geringfügig sinkt, zieht sich der Stickstoff soweit zusammen, dass das Eis zum Grund hinabsinkt. Steigt die Temperatur wieder, kann das Grundeis wieder zur Seeoberfläche aufsteigen. Bei bestimmten Temperaturen kann Oberflächen- und Grundeis gleichzeitig vorkommen. Für den Ontario Lacus, einen See nahe dem Südpol des Titan, wurde als Hauptbestandteil Ethan nachgewiesen.

## Gewinnung und Darstellung

### Gewinnung als Erdgas

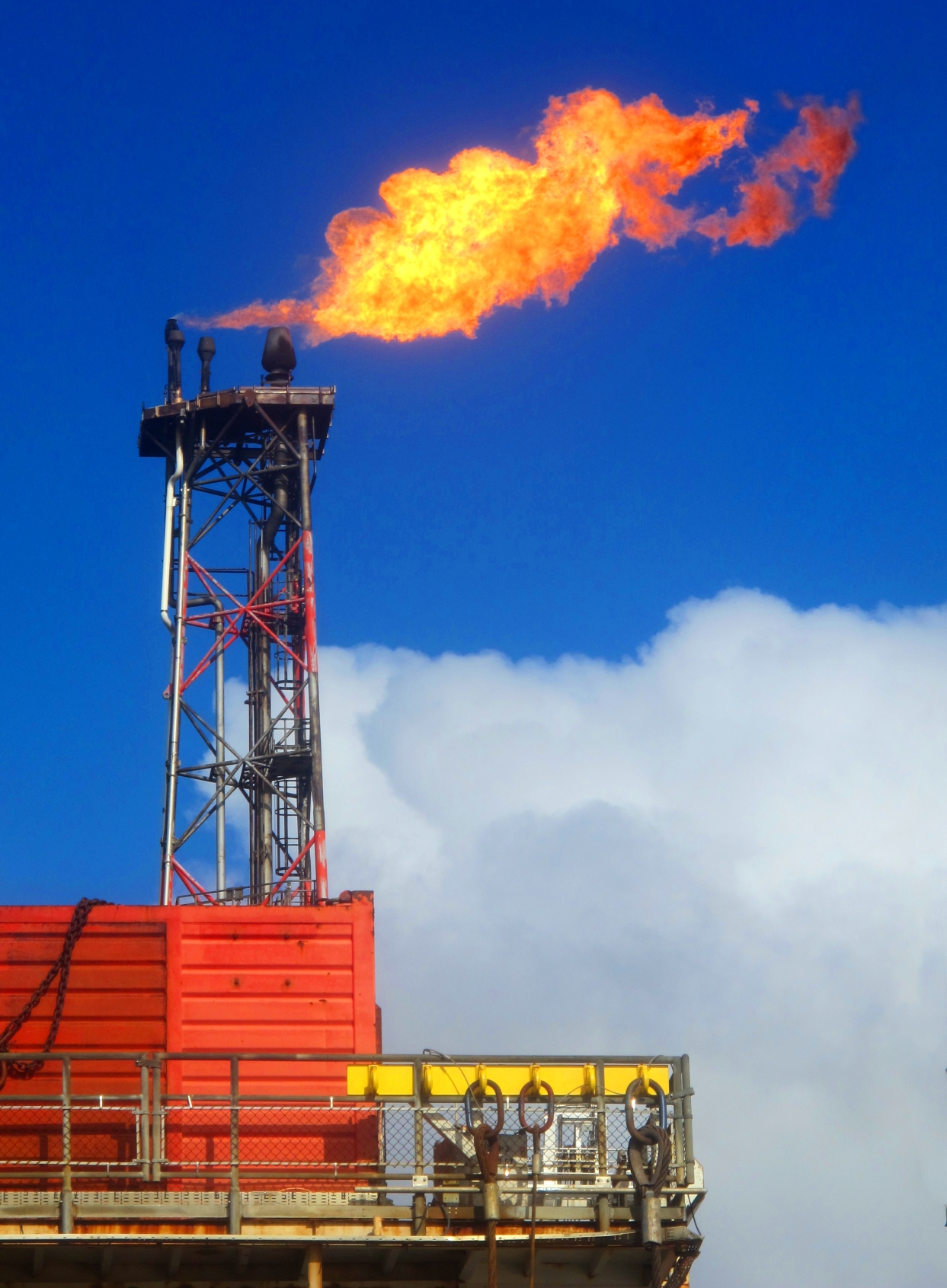
Hochfackel auf der Ula-Plattform beim Verbrennen von Methan

Neben Methan kann Erdgas andere Gase wie Ethan, höhere Kohlenwasserstoffe, Sauergase wie Schwefelwasserstoff und Kohlenstoffdioxid sowie Inertgase wie Stickstoff, Helium und weitere Edelgase enthalten. Sogenannte „Trockene Erdgase“ enthalten etwa 75 bis 95 % Methan. Eine Abtrennung von anderen Kohlenwasserstoffkomponenten erfolgt meist nicht, Sauergase und Inertgase werden dagegen abgetrennt.
Im 19. Jahrhundert trat Methan als Bestandteil des Erdgases zunächst als unerwünschtes Nebenprodukt der Erdölförderung auf. Da es zu dieser Zeit keine genügenden Transport- und Speichermedien für die geförderten Mengen gab, wurde es meist einfach in Gasfackeln verbrannt. Diese Methode wird noch in der heutigen Zeit angewandt, falls es keine kommerziell einträglichen Alternativen gibt. Zum Teil wird das Gas wieder zurück in die Erde gepresst. Alternativ kann es durch Abkühlung verflüssigt werden und als Flüssigerdgas transportiert werden.

### Gewinnung als Biogas
Biogas ist ein Gasgemisch, das bei der mikrobiellen Zersetzung organischer Materie in Abwesenheit von Sauerstoff entsteht und zu etwa zwei Dritteln aus Methan und zu einem Drittel aus Kohlenstoffdioxid besteht. Biogas wird von Methanbildnern durch Methanogenese von landwirtschaftlichen und Grünabfällen, Abwässern, Lebensmittelabfällen sowie Abfällen aus der Viehzuchtindustrie gebildet und gilt als erneuerbare Energiequelle. Das in Biogasanlagen erzeugte Methan kann etwa als Brennstoff verwendet werden.

### Gewinnung aus Methanhydrat
Eine Gewinnung des Methanhydrats könnte zur Lösung irdischer Energieprobleme beitragen, ist jedoch problematisch. Ein besonderes Problem besteht zum Beispiel darin, dass bei der Bergung viel Methan in die Erdatmosphäre gelangen würde und dort als sehr wirksames Treibhausgas zu einer weiteren Erwärmung und damit weiterer Freisetzung von Methan beitragen würde. Außerdem ist die Förderung von Methanhydrat nicht ungefährlich. Erste Förderversuche sind bereits im Gange. Die Folgen eines Raubbaus sind weitgehend ungeklärt; Forscher befürchten das Abrutschen der Kontinentalhänge, die zu großen Teilen aus Methaneis, das durch die Förderung instabil werden könnte, bestehen. Wegen der globalen Erwärmung und der damit verbundenen Meerwassererwärmung befürchten einige Forscher das Schmelzen und Verdampfen des Methanhydrats. Das würde zusätzlich Methan als Treibhausgas in die Erdatmosphäre bringen und den anthropogenen Treibhauseffekt verstärken. Die Freisetzung von Methan aus tauenden Permafrostböden ist ein weiteres Kippelement des Klimawandels.

### Methanisierung
Die Methanisierung oder Sabatier-Prozess ist ein Prozess zur Erzeugung von synthetischem Erdgas. Dabei werden Kohle oder andere Kohlenstoff-haltige Materialien durch Kohlevergasung in Kohlenstoffmonoxid oder Kohlenstoffdioxid konvertiert, welche mit Wasserstoff katalytisch zu Methan umgesetzt werden. Diese Reaktion wurde im 19. Jahrhundert durch den Franzosen und Nobelpreisträger Paul Sabatier entdeckt und nach ihm benannt.
{\displaystyle \mathrm {CO+3\;H_{2}\rightarrow CH_{4}+H_{2}O} \qquad \Delta H^{0}=-206{,}2\,\mathrm {kJ/mol} }.
{\displaystyle \mathrm {CO_{2}+4\;H_{2}\rightarrow CH_{4}+2\;H_{2}O} \qquad \Delta H^{0}=-165{,}0\,\mathrm {kJ/mol} }.
Die Reaktion wird nicht großtechnisch zur Herstellung von Methan eingesetzt, sie spielt jedoch eine Rolle beim Entfernen von Kohlenstoffmonoxid-Spuren, die in manchen Prozessen als Katalysatorgift wirken.

### Laborsynthesen
Für die Herstellung aus Aluminiumcarbid gibt es zwei Methoden. Aluminiumcarbid kann dazu mit Wasser zu Aluminiumoxid und Methan umgesetzt werden, oder mit Chlorwasserstoff zu Aluminiumchlorid und Methan. Die Methoden werden meist nur im Labor eingesetzt.
{\displaystyle \mathrm {Al_{4}C_{3}+12\,H_{2}O\longrightarrow 4\,Al(OH)_{3}+3\,CH_{4}} }
{\displaystyle \mathrm {Al_{4}C_{3}+12\,HCl\longrightarrow 4\,Al^{3+}+12\,Cl^{-}+3\,CH_{4}} }
Eine weitere Quelle für die Darstellung im Labormaßstab bietet die thermische Zersetzung von Natriumacetat.
{\displaystyle \mathrm {CH_{3}-COONa+NaOH\longrightarrow Na_{2}CO_{3}+CH_{4}} }

## Eigenschaften

### Physikalische Eigenschaften
Methan schmilzt bei −182,6 °C und siedet bei −161,7 °C. Aufgrund der unpolaren Eigenschaften ist es in Wasser kaum löslich, in Ethanol und Diethylether löst es sich jedoch gut. Die molare Schmelzenthalpie und die molare Verdampfungsenthalpie betragen 1,1 kJ·mol−1 und 8,17 kJ·mol−1. Der Heizwert Hi liegt bei 35,89 MJ·m−3 beziehungsweise 50,013 MJ kg−1 (13,893 kWh/kg). Die Standardentropie beträgt 188 J·mol−1·K−1, die Wärmekapazität 35,69 J·mol−1·K−1. Der Tripelpunkt von Methan liegt bei 90,67 K (−182,48 °C) und 0,117 bar, der kritische Punkt liegt bei 190,56 K und 45,96 bar.
Der Dampfdruck bzw. Sättigungsdampfdruck von Methan in Abhängigkeit der Temperatur {\displaystyle \vartheta } lässt sich mit hinreichender Genauigkeit ({\displaystyle |\Delta p/p|} < 4 %) nach folgender Gleichung berechnen:
{\displaystyle p_{\mathrm {Methan} }(\vartheta )=1\,\mathrm {bar} \cdot \exp \left(9{,}249-{\frac {1032{,}944\,^{\circ }{\text{C}}}{\vartheta +273{,}15\,^{\circ }{\text{C}}}}\right)}.
Festes Methan existiert in mehreren Modifikationen, zurzeit sind neun verschiedene bekannt. Bei der Abkühlung von Methan bei normalem Druck entsteht Methan I. Dabei handelt es sich um einen kubisch kristallisierenden Stoff Raumgruppe Fm3m (Raumgruppen-Nr. 225). Die Positionen der Wasserstoffatome sind nicht fixiert, das heißt, die Methanmoleküle können frei rotieren. Deshalb handelt es sich um einen plastischen Kristall.

### Molekulare Eigenschaften

Im Methan betragen die Bindungswinkel 109,471°.

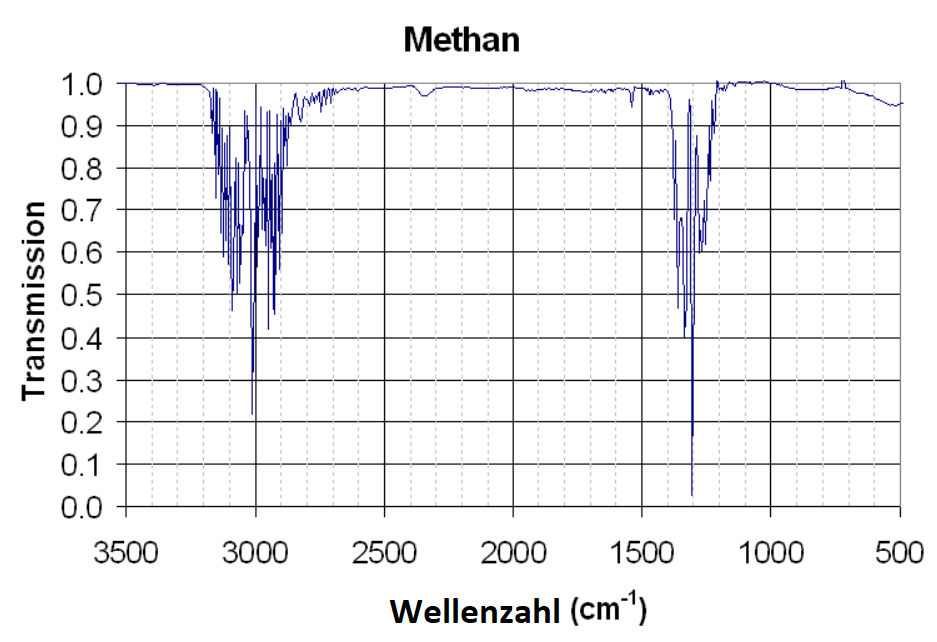
Ausschnitt aus dem Infrarotspektrum von Methan. In den Absorptionsbanden um ca. 3000 cm^{−1} (links) finden sich die Übergänge der Pentade, in der um ca. 1300 cm^{−1} (rechts) jene der Dyade.

Das Methanmolekül besteht aus einem Kohlenstoffatom (C), an welches vier Wasserstoffatome (H) kovalent gebunden sind, was es zum einfachsten Vertreter der Alkane CnH2n+2 (mit n = 1) macht. Im Zentrum des Moleküls liegt das C-Atom, um das herum die H-Atome tetraedrisch im Abstand von 108,7 Picometer (pm) angeordnet sind. Die im Falle des Methanmoleküls optimal realisierte Tetraederstruktur mit einem zeitgemittelten H–C–H-Bindungswinkel von 109,471° ist für den Aufbau gesättigter Kohlenwasserstoffe grundlegend und steht daher meist am Beginn jeder Einführung in die Organische Chemie. Qualitativ lässt sich diese regelmäßige Anordnung der vier gleichen H-Atome um das zentrale C-Atom bereits im einfachen VSEPR-Bild verstehen, da auf diese Weise die H-Atome – und damit die entlang der C–H-Bindungsachsen erhöhten Elektronendichten – die größtmögliche Entfernung zueinander einnehmen, was Abstoßungseffekte minimiert. Die vier gleich langen C–H-Bindungen lassen sich im Rahmen einer lokalisierten Valenzbindungstheorie mithilfe von Hybridorbitalen so beschreiben: Das C-Atom ist sp3-hybridisiert, die vier C–H-σ-Bindungen kommen durch paarweise Überlappung je eines der vier sp3-Hybridorbitale mit dem 1s-Orbital je eines H-Atoms zustande. Dieses Modell mit vier energetisch äquivalenten Orbitalen ist jedoch nicht in der Lage, das experimentell ermittelte Elektronenspektrum von Methan zu erklären und widerspricht auch theoretischen Berechnungen. Eine Beschreibung, die Theorie und Experiment in Einklang bringt, liefert die Molekülorbitaltheorie. So erhält man als Elektronenkonfiguration von Methan im Grundzustand (1a1)2(2a1)2(1t2)6, wobei das Molekülorbital 1a1 im Wesentlichen dem kernnahen 1s-Atomorbital des C-Atoms entspricht. Die beiden unterschiedlichen Energieniveaus für Valenzelektronen – das relativ energiearme 2a1-Orbital sowie das dreifach entartete t2-HOMO – entsprechen den gemessenen Ionisierungsenergien von 23 und 14 Elektronenvolt. Aufgrund der Tetraedersymmetrie lassen sie sich im Rahmen eines LCAO-Ansatzes mit symmetrieadaptierten Linearkombinationen der H-1s-Orbitale entwickeln. Durch Überlagerung aller so formulierten Molekülorbitale erhält man auch hier wieder vier äquivalente C–H-Bindungen wie aus dem Hybridorbitalmodell.

Dichteplots im Grundzustand besetzter Molekülorbitale von Methan auf dem CCSD(T)/cc-pVQZ-Niveau
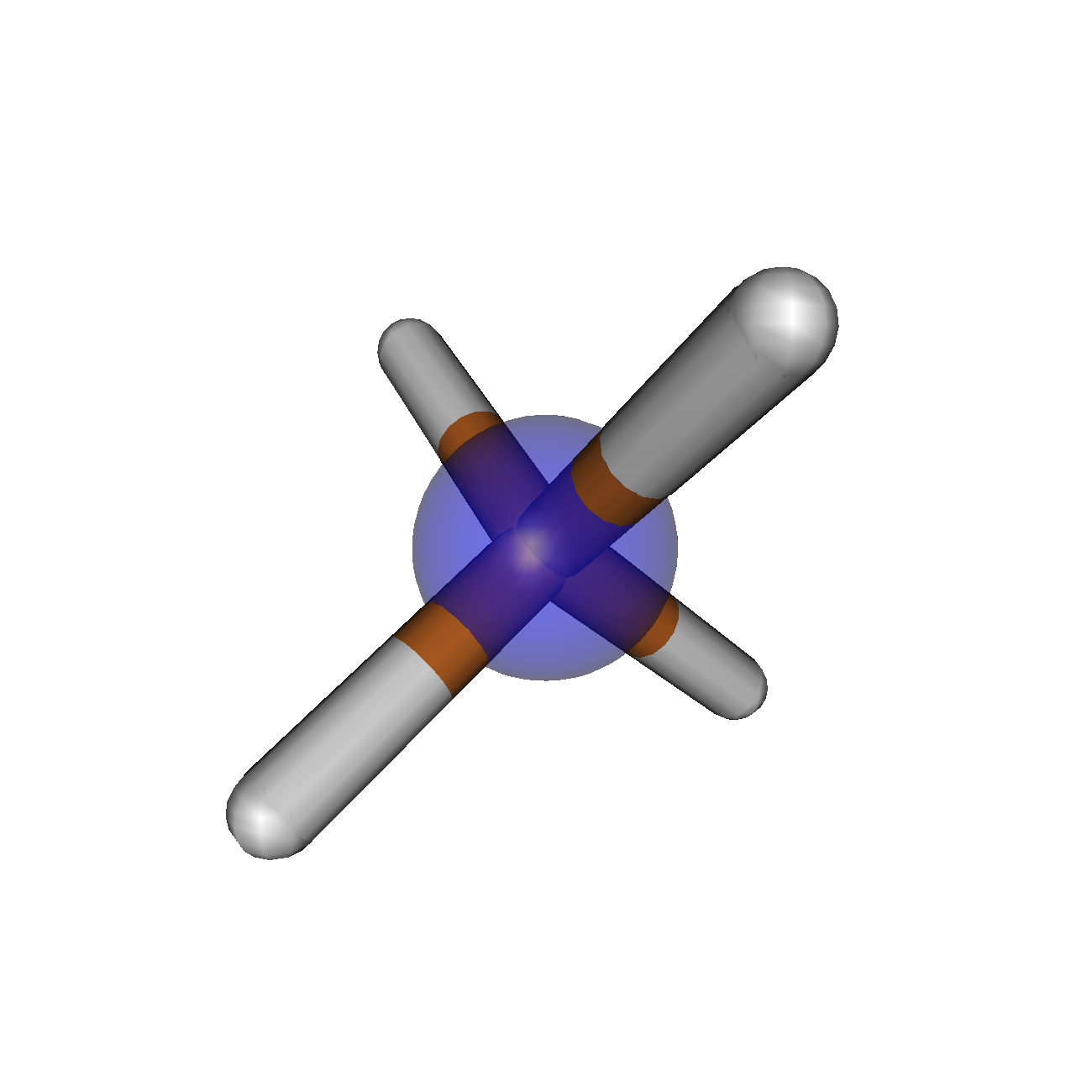
1a1
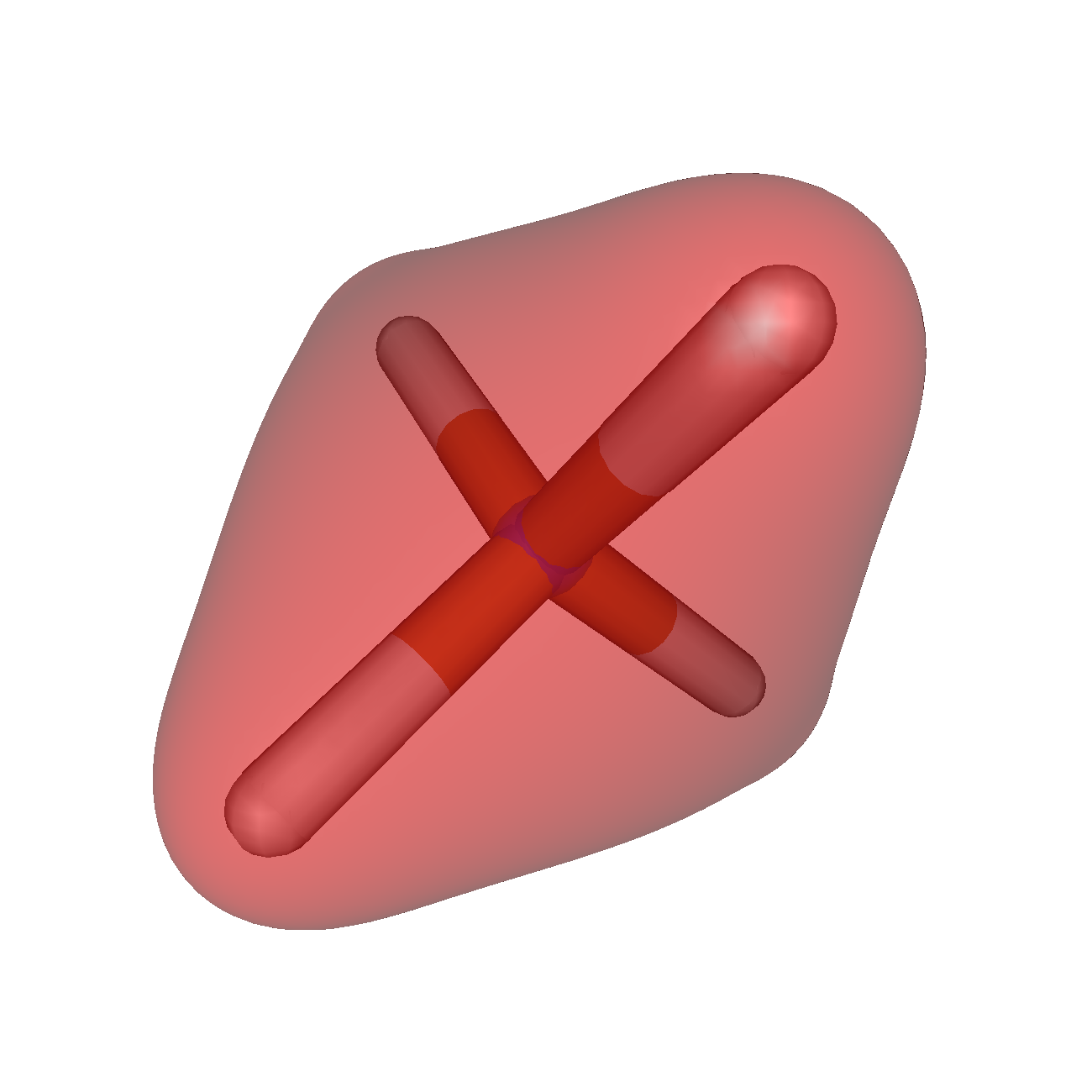
2a1
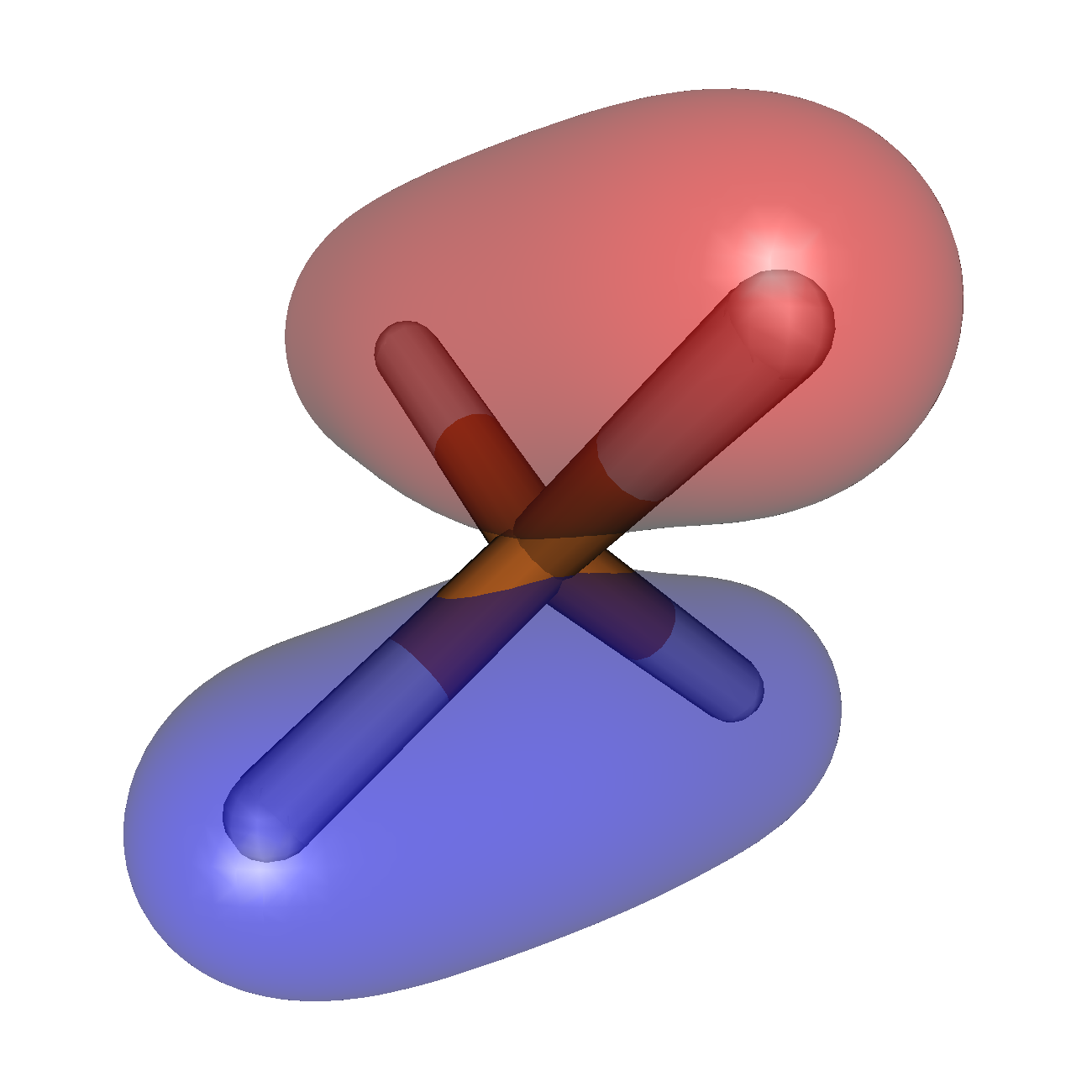
1t2
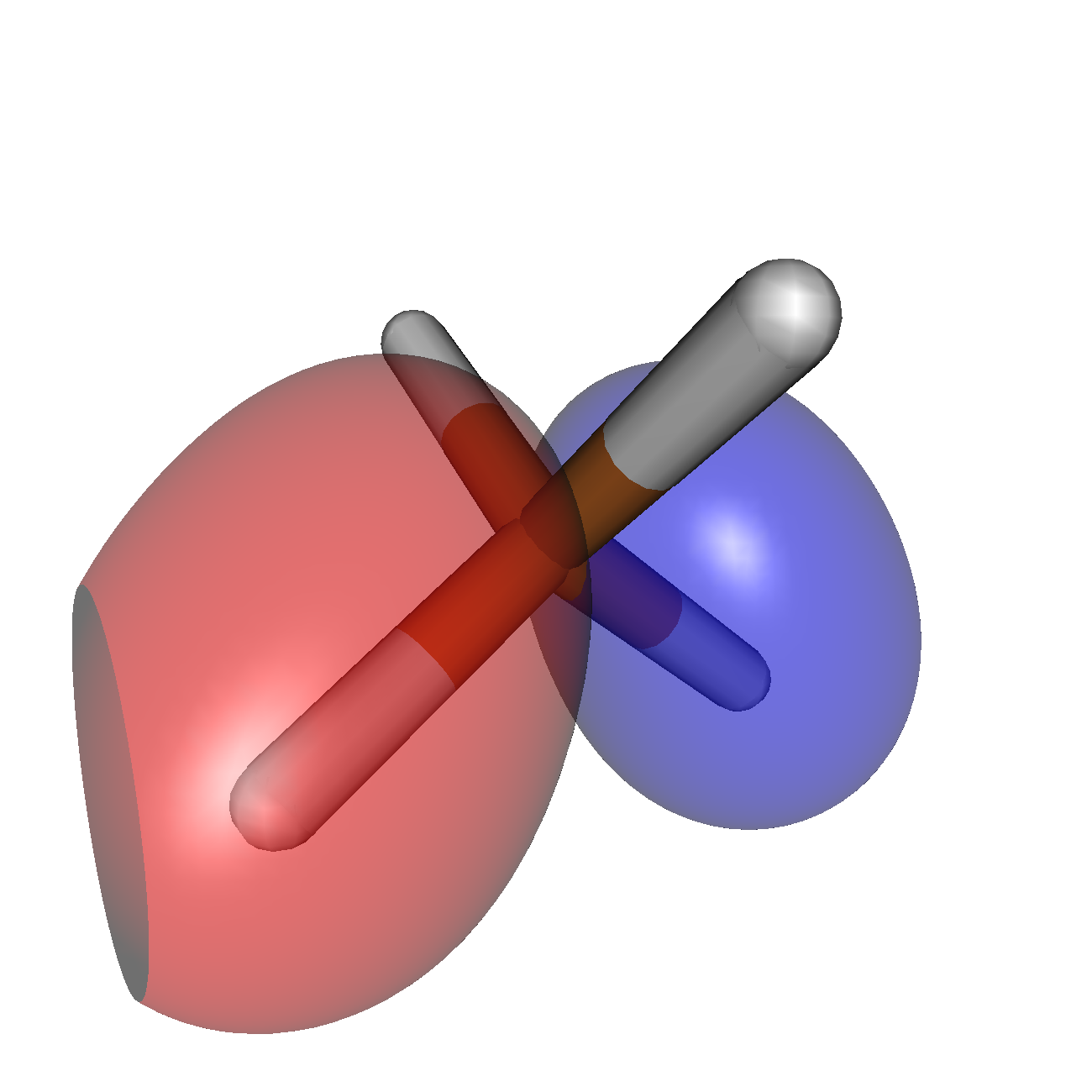
1t2
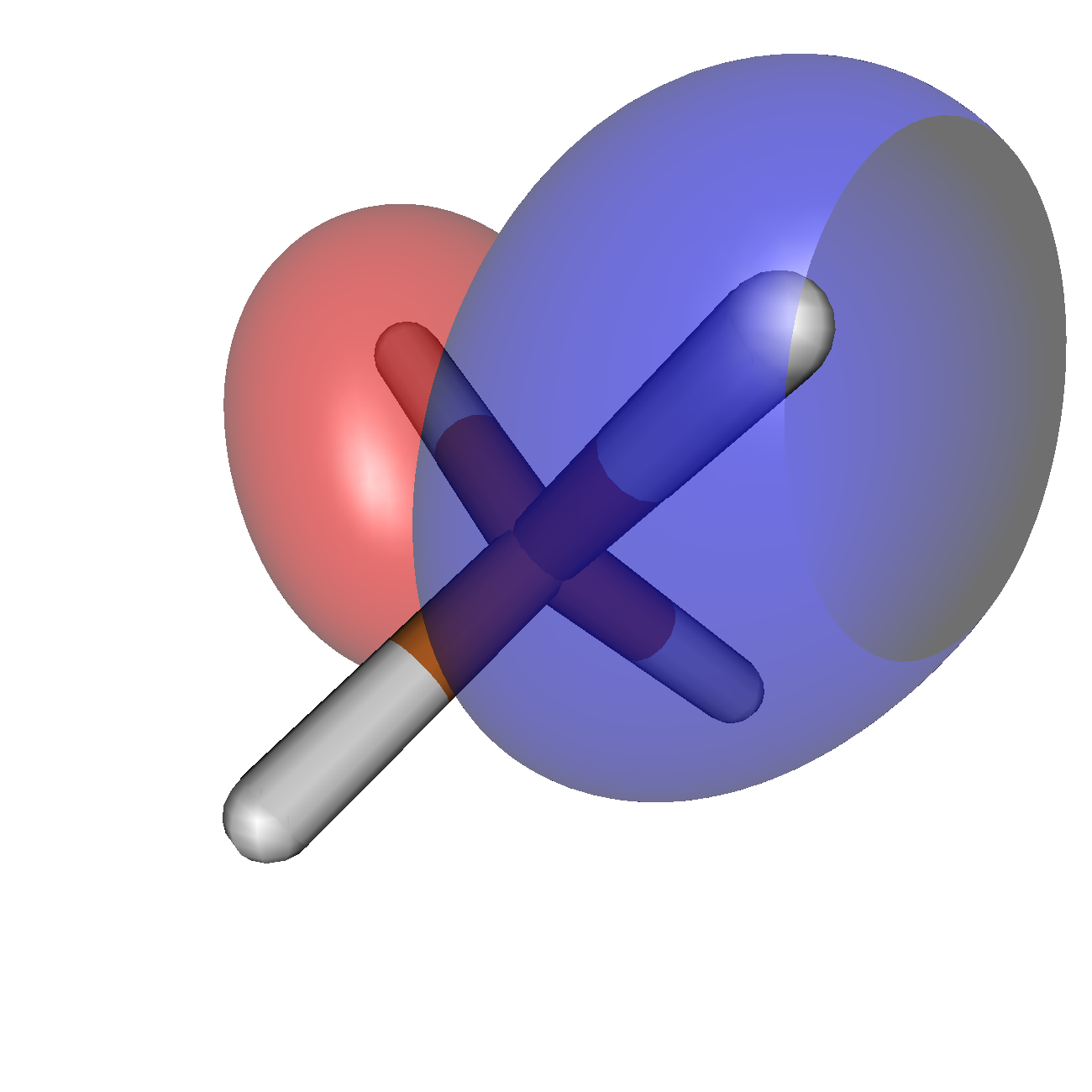
1t2

Die mittels Infrarot- und Raman-Spektroskopie gewonnenen Messergebnisse stimmen mit einer Tetraedersymmetrie überein. Es gibt vier Normalmoden für Molekülschwingungen bei etwa 2914, 1534, 3018 und 1306 cm−1, die mit ν1, ν2, ν3 und ν4 bezeichnet werden. Die Schwingungen ν2 (nur bei Wechselwirkungen mit anderen Molekülen, das heißt Symmetriestörung), ν3 und ν4 sind infrarotaktiv. Das messbare Schwingungsspektrum setzt sich aus Linearkombinationen dieser Normalmoden zusammen, die im Bereich bis 4800 cm−1 zu jeweils einer Dyade (zwei Kombinationen im Bereich 940–1850 cm−1), Pentade (fünf Kombinationen im Bereich 2150–3350 cm−1) und Octade (acht Kombinationen im Bereich 3550–4800 cm−1) gruppiert werden können, zuzüglich einiger Übergänge zwischen angeregten Zuständen unterschiedlicher Polyaden, sogenannte hot bands.

### Chemische Eigenschaften
Im Vergleich zu anderen Alkanen weist die C-H-Bindung im Methan eine höhere Bindungsenergie auf. In Reaktionen mit radikalischer Abstraktion des Wasserstoffatoms ist Methan gewöhnlich das am wenigsten reaktive Alkan. Das Methylkation (CH3+) ist das instabilste Carbeniumion. Daher ist Methan in Reaktionen unter Hydrid-Abstraktion ebenfalls wenig reaktiv. In Elektronentransferreaktionen reagiert Methan aufgrund seines hohen Ionisierungspotentials meist träge. Mit Eisen-, Kupfer- oder Aluminiumatomen reagiert photochemisch angeregtes Methan in einer Methanmatrix bei tiefen Temperaturen unter Insertion des Metalls in die H–C-Bindung unter Bildung eines Metallkomplexes wie etwa H–Fe–CH3.
Methan ist stabil gegenüber herkömmlichen Säuren und Laugen. Mit Supersäuren wie Hexafluorantimonsäure lässt sich Methan zum Methaniumion (CH5+) protonieren. Der Name Methanium wurde in Analogie zum Ammoniumion gewählt. Mit Oxidationsmitteln wie Kaliumpermanganat oder Kaliumdichromat lässt es sich nicht oxidieren. Mit Oxidationsmitteln wie Peroxodisulfaten oder Cer(IV)-Salzen bildet Methan in Schwefelsäure einen Monomethylester (CH3-OSO3H).
Methan ist brennbar und verbrennt an der Luft mit bläulicher, nicht rußender Flamme. Aus der Reaktion eines Methanmoleküls mit zwei Sauerstoffmolekülen entstehen zwei Wasser- und ein Kohlenstoffdioxidmolekül. Es kann explosionsartig mit Sauerstoff oder Chlor reagieren, wozu eine Initialzündung (Zufuhr von Aktivierungsenergie) oder Katalyse erforderlich ist.
Mit Sauerstoff geht Methan unterschiedliche Reaktionen ein, je nachdem wie viel Sauerstoff für die Reaktion zur Verfügung steht. Nur bei genügend großem Sauerstoffangebot ist eine vollständige Verbrennung des Methans mit optimaler Energieausbeute möglich.
{\displaystyle \mathrm {CH_{4}+2\,O_{2}\rightarrow CO_{2}+2\,H_{2}O} \qquad \Delta H^{0}=-802{,}4\;\mathrm {kJ\cdot mol^{-1}} }
Bei ungenügender Sauerstoffzufuhr hingegen entstehen Nebenprodukte wie Kohlenstoffmonoxid (CO) und Kohlenstoff (Ruß). Ferner ist in diesem Fall die Nutzenergie geringer.
{\displaystyle \mathrm {2\,CH_{4}+3\,O_{2}\rightarrow 2\,CO+4\,H_{2}O} }
{\displaystyle \mathrm {CH_{4}+O_{2}\rightarrow C+2\,H_{2}O} }
Mit Chlor und Brom geht Methan unter Lichteinfluss Substitutionsreaktion ein, wobei die Wasserstoffatome durch Halogenatome ersetzt werden. Bei einer solchen Reaktion kommt es oft zu Mehrfachsubstitutionen, da das zunächst gebildete monohalogenierte Produkt tendenziell schwächere H-C-Bindungen aufweist als Methan selbst und daher selektiv weiter oxidiert wird. Iodverbindungen lassen sich durch Halogenaustausch herstellen.
Mit Dampf bildet sich bei hohen Temperaturen und unter Katalyse Wasserstoff, Kohlenstoffmonoxid und Kohlenstoffdioxid. Diese sogenannte Dampfreformierung ist der technische Prozess, mit dem technisch Wasserstoff und Synthesegas hergestellt werden.
Bei Temperaturen von etwa 2000 °C bildet sich bei schneller Abkühlung Ethin. Ohne Abkühlung zerfällt Methan ab etwa 1100 °C in die Elemente. Bei einer Temperatur von etwa 1200 °C reagiert Methan mit Ammoniak zu Cyanwasserstoff und Wasserstoff.

## Verwendung

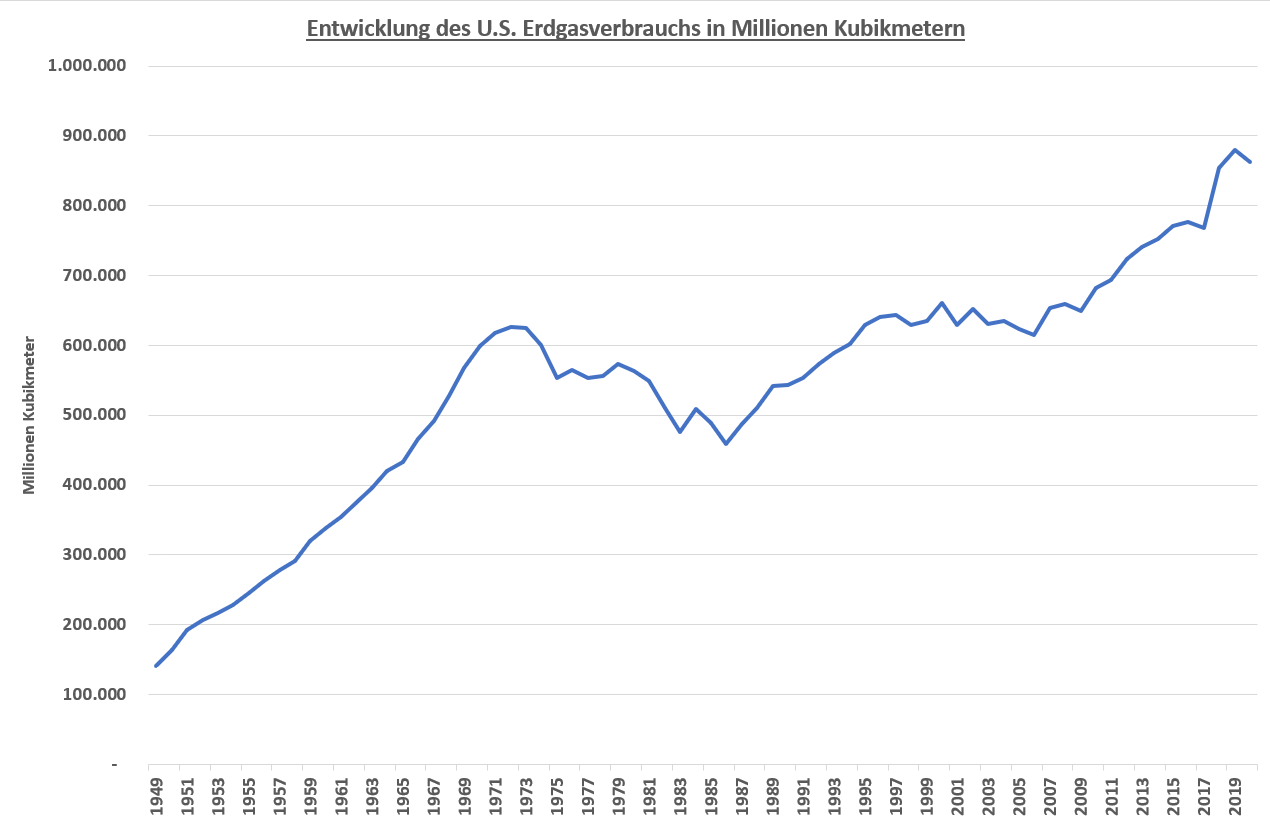
Erdgasverbrauch der Vereinigten Staaten von 1949 bis 2020

Methan wird vorwiegend als Heizgas zur Wärmeerzeugung und zum Betrieb von Motoren durch Verbrennung genutzt. Die Verwendung von Methan als Bestandteil von Erdgas stieg von 1950 bis 2020 etwa um den Faktor 5. Neben Methan aus Erdgas wird zu diesem Zweck Biogas (Biomethan) mit einem Methangehalt von etwa 50 bis 70 % aus Mist, Gülle, Klärschlamm oder organischem Abfall gewonnen. Früher wurde Methan durch Pyrolyse von Holz gewonnen, bei der Holzgas entsteht (Holzvergasung). Holzgas, das unter anderem Methan enthält, diente wegen des Erdölmangels im Zweiten Weltkrieg zum Betrieb von zivilen Automobilen. Die aufheizenden Holzvergaser wurden meist außen angebaut. Rohes Biogas aus Abwasserreinigungsanlagen wird heute oft direkt mit Verbrennungsmotoren in Strom umgewandelt.

### Verwendung als Brenn- und Kraftstoff
Durch das hohe Verhältnis von Wasserstoff zu Kohlenstoff im Methan wird bei der Verbrennung eine größere Menge an Energie pro freigesetztem Kohlenstoffdioxidmolekül geliefert als von flüssigen Kohlenwasserstoffen auf Basis von Erdöl, deren ungefähres Verhältnis von Wasserstoff zu Kohlenstoff etwa zwei beträgt oder von Kohle mit einem ungefähren Wasserstoff zu Kohlenstoffverhältnis von eins. Durch das hohe molare Verhältnis von Wasserstoff zu Kohlenstoff von 4 : 1 im Methan wird bei der Verbrennung von Methan eine größere Menge an Energie pro freigesetztem Kohlenstoffdioxidmolekül geliefert als bei allen anderen kohlenstoffhaltigen Energieträgern.
{\displaystyle \mathrm {C+O_{2}\rightarrow CO_{2}} \qquad \Delta H_{S}=393{,}5\;\mathrm {kJ\cdot mol^{-1}} }
{\displaystyle \mathrm {CH_{4}+2\,O_{2}\rightarrow CO_{2}+2\,H_{2}O} \qquad \Delta H_{S}=890{,}4\;\mathrm {kJ\cdot mol^{-1}} }
Bei Verwendung von Methan als alternativem Kraftstoff in Motoren werden etwa 2 % des Methans nicht verbrannt und müssen durch einen Fahrzeugkatalysator umgesetzt werden. Vor der Einführung einer Abgasnachbehandlung und schwefelfreien Kraftstoffs hatten methanbasierte Kraftstoffe ein geringeres Versauerungs- und Eutrophierungspotential sowie geringere Effekte auf die menschliche Gesundheit als die Verbrennung von Dieselkraftstoff. Dies war auf die geringeren Stickoxidemissionen bei der Verbrennung zurückzuführen. In Fahrzeugen nach der aktuellen Abgasnorm sind die Emissionen nach der Abgasnachbehandlung unabhängig vom Kraftstoff auf ähnlichem Niveau.
Methalox, ein Gemisch aus flüssigem Sauerstoff und flüssigem Methan, wird als Raketentreibstoff verwendet. Die ersten Versuche hierzu wurden von dem deutschen Raketenpionier Johannes Winkler Anfang der 1930er Jahre durchgeführt; am 14. März 1931 erreichte eine Hückel-Winkler-1 eine Höhe von 60 m. Am 12. Juli 2023 erreichte schließlich eine Zhuque 2 des chinesischen Raketenbauers LandSpace als erste methangetriebene Rakete der Welt den Orbit. Verflüssigtes Methan hat zwar einen geringeren spezifischen Impuls als flüssiger Wasserstoff, lässt sich aber aufgrund seines höheren Siedepunktes und der fehlenden Versprödungsneigung im Vergleich zu Wasserstoff leichter lagern und handhaben.
Bei Raumfahrzeugen wie dem Starship, die für künftige Marsmissionen verwendet werden sollen, ist außerdem die perspektivische Herstellung von Raketentreibstoff auf dem Mars ein weiteres Argument für die Verwendung von Methalox als Treibstoff.

### Verwendung als Chemierohstoff
Methan dient als wichtiges Ausgangsprodukt für die technische Synthese von Ethin, Cyanwasserstoff, Schwefelkohlenstoff, Halogenalkane und vielen anderen organischen Verbindungen. Methan ist ein wichtiger Rohstoff für die Herstellung von Wasserstoff sowie Kohlenstoffmonoxid. Die Folgechemie von Wasserstoff-Kohlenstoffmonoxid-Gemischen ist vielfältig. Sie werden unter anderem zur Herstellung von Methanol oder in der Fischer-Tropsch-Synthese für die Herstellung von Alkanen genutzt.

#### Dampfreformierung und partielle Oxidation

Dampfreformierung mit partieller Oxidation, CO-Konvertierung und Kohlenstoffdioxidabsorption

| Primärreformer   | Sauerstoffeinspeisung |
| Sekundärreformer | CO-Konvertierung      |
| Waschturm        |                       |

| \| \| \| \| \| \| \| \| \| Methan \| \| \| \| \| \| \| \| \| \| \| \| \| \| \| \| \| \| \| \| \| \| \| \| \| \| \| \| \| \| \| \| \| \| \| \| \| \| \| \| \| \| \| \| \| \| \| \| \| \| \| \| \| \| \| \| \| \| \| \| \| \| \| \| \| \| \| \| \| \| \| \| \| \| \| \| \| \| \| \| \| \| \| \| \| \| \| \| \| \| \| \| \| \| \| \| \| \| \| \| \| \| \| \| \| \| \| \| \| \| \| \| \| \| \| Kohlenstoffmonoxid + Wasserstoff 2:1 \| Kohlenstoffmonoxid + Wasserstoff 2:1 \| Kohlenstoffmonoxid + Wasserstoff 2:1 \| Kohlenstoffmonoxid + Wasserstoff 2:1 \| Kohlenstoffmonoxid + Wasserstoff 2:1 \| Kohlenstoffmonoxid + Wasserstoff 2:1 \| \| \| Kohlenstoffmonoxid + Wasserstoff 1:1 \| Kohlenstoffmonoxid + Wasserstoff 1:1 \| Kohlenstoffmonoxid + Wasserstoff 1:1 \| Kohlenstoffmonoxid + Wasserstoff 1:1 \| Kohlenstoffmonoxid + Wasserstoff 1:1 \| Kohlenstoffmonoxid + Wasserstoff 1:1 \| \| \| Wasserstoff \| Wasserstoff \| Wasserstoff \| Wasserstoff \| Wasserstoff \| Wasserstoff \| \| \| \| \| \| \| \| \| \| \| \| \| \| \| \| \| \| \| \| Kohlenstoffmonoxid + Wasserstoff 2:1 \| Kohlenstoffmonoxid + Wasserstoff 2:1 \| Kohlenstoffmonoxid + Wasserstoff 2:1 \| Kohlenstoffmonoxid + Wasserstoff 2:1 \| Kohlenstoffmonoxid + Wasserstoff 2:1 \| Kohlenstoffmonoxid + Wasserstoff 2:1 \| \| \| Kohlenstoffmonoxid + Wasserstoff 1:1 \| Kohlenstoffmonoxid + Wasserstoff 1:1 \| Kohlenstoffmonoxid + Wasserstoff 1:1 \| Kohlenstoffmonoxid + Wasserstoff 1:1 \| Kohlenstoffmonoxid + Wasserstoff 1:1 \| Kohlenstoffmonoxid + Wasserstoff 1:1 \| \| \| Wasserstoff \| Wasserstoff \| Wasserstoff \| Wasserstoff \| Wasserstoff \| Wasserstoff \| \| \| \| \| \| \| \| \| \| \| \| \| \| \| \| \| \| \| \| Methanolsynthese \| Methanolsynthese \| Methanolsynthese \| Methanolsynthese \| Methanolsynthese \| Methanolsynthese \| \| \| Hydroformylierung \| Hydroformylierung \| Hydroformylierung \| Hydroformylierung \| Hydroformylierung \| Hydroformylierung \| \| \| Haber-Bosch-Verfahren \| Haber-Bosch-Verfahren \| Haber-Bosch-Verfahren \| Haber-Bosch-Verfahren \| Haber-Bosch-Verfahren \| Haber-Bosch-Verfahren \| \| \| \| \| \| \| \| \| \| \| \| \| \| \| \| \| \| \| \| Methanolsynthese \| Methanolsynthese \| Methanolsynthese \| Methanolsynthese \| Methanolsynthese \| Methanolsynthese \| \| \| Hydroformylierung \| Hydroformylierung \| Hydroformylierung \| Hydroformylierung \| Hydroformylierung \| Hydroformylierung \| \| \| Haber-Bosch-Verfahren \| Haber-Bosch-Verfahren \| Haber-Bosch-Verfahren \| Haber-Bosch-Verfahren \| Haber-Bosch-Verfahren \| Haber-Bosch-Verfahren \| \| \| \| \| \| \| \| \| \| \| \| \| \| \| \| \| \| \| \| Methanol \| Methanol \| Methanol \| Methanol \| Methanol \| Methanol \| \| \| Oxo-Produkte \| Oxo-Produkte \| Oxo-Produkte \| Oxo-Produkte \| Oxo-Produkte \| Oxo-Produkte \| \| \| Ammoniak \| Ammoniak \| Ammoniak \| Ammoniak \| Ammoniak \| Ammoniak \| \| \| \| \| \| \| \| \| \| \| \| \| \| \| \| \| \| \| \| Methanol \| Methanol \| Methanol \| Methanol \| Methanol \| Methanol \| \| \| Oxo-Produkte \| Oxo-Produkte \| Oxo-Produkte \| Oxo-Produkte \| Oxo-Produkte \| Oxo-Produkte \| \| \| Ammoniak \| Ammoniak \| Ammoniak \| Ammoniak \| Ammoniak \| Ammoniak \| \| \| \| \| \| \| \| \| \| \| \| \| \| \| \| \| \| \| \| Oxidation \| \| \| \| \| \| \| \| \| \| \| \| \| \| \| \| \| \| \| \| \| \| \| \| \| \| \| \| \| \| \| \| \| \| \| \| \| \| \| \| \| \| \| \| \| \| \| \| \| \| \| \| \| \| \| \| \| \| \| \| \| \| \| \| \| \| \| \| \| \| \| \| \| \| \| \| \| \| \| \| \| \| Formaldehyd \| Formaldehyd \| Formaldehyd \| Formaldehyd \| Formaldehyd \| Formaldehyd \| \| \| Lösemittel \| Lösemittel \| Lösemittel \| Lösemittel \| Lösemittel \| Lösemittel \| \| \| Dünger \| Dünger \| Dünger \| Dünger \| Dünger \| Dünger \| \| \| \| \| \| \| \| \| \| \| \| \| \| \| \| \| \| \| \| Formaldehyd \| Formaldehyd \| Formaldehyd \| Formaldehyd \| Formaldehyd \| Formaldehyd \| \| \| Lösemittel \| Lösemittel \| Lösemittel \| Lösemittel \| Lösemittel \| Lösemittel \| \| \| Dünger \| Dünger \| Dünger \| Dünger \| Dünger \| Dünger \| \| \| \| \| \| \| \| \| \| \| \| \| \| \| \| \| \| \| \| Harze \| \| \| \| \| \| \| \| \| \| \| \| \| \| \| \| \| \| \| \| \| \| \| \| \| \| \| \| \| \| \| \| \| \| \| \| \| \| \| \| |                                      |                                      |                                      |                                      |                                      |  |  |                                      |                                      |                                      |                                      |                                      |                                      |  |  |                       |                       |                       |                       |                       |                       |  |  |  |  |  |  |  |  |  |  |  |  |  |  |  |  |  |  |
| Folgeprodukte der Dampfreformierung von Methan (Auswahl). |                                      |                                      |                                      |                                      |                                      |  |  |                                      |                                      |                                      |                                      |                                      |                                      |  |  |                       |                       |                       |                       |                       |                       |  |  |  |  |  |  |  |  |  |  |  |  |  |  |  |  |  |  |
| |                                      |                                      |                                      |                                      |                                      |  |  | Methan                               |                                      |                                      |                                      |                                      |                                      |  |  |                       |                       |                       |                       |                       |                       |  |  |  |  |  |  |  |  |  |  |  |  |  |  |  |  |  |  |
| |                                      |                                      |                                      |                                      |                                      |  |  |                                      |                                      |                                      |                                      |                                      |                                      |  |  |                       |                       |                       |                       |                       |                       |  |  |  |  |  |  |  |  |  |  |  |  |  |  |  |  |  |  |
| |                                      |                                      |                                      |                                      |                                      |  |  |                                      |                                      |                                      |                                      |                                      |                                      |  |  |                       |                       |                       |                       |                       |                       |  |  |  |  |  |  |  |  |  |  |  |  |  |  |  |  |  |  |
| Kohlenstoffmonoxid + Wasserstoff 2:1 | Kohlenstoffmonoxid + Wasserstoff 2:1 | Kohlenstoffmonoxid + Wasserstoff 2:1 | Kohlenstoffmonoxid + Wasserstoff 2:1 | Kohlenstoffmonoxid + Wasserstoff 2:1 | Kohlenstoffmonoxid + Wasserstoff 2:1 |  |  | Kohlenstoffmonoxid + Wasserstoff 1:1 | Kohlenstoffmonoxid + Wasserstoff 1:1 | Kohlenstoffmonoxid + Wasserstoff 1:1 | Kohlenstoffmonoxid + Wasserstoff 1:1 | Kohlenstoffmonoxid + Wasserstoff 1:1 | Kohlenstoffmonoxid + Wasserstoff 1:1 |  |  | Wasserstoff           | Wasserstoff           | Wasserstoff           | Wasserstoff           | Wasserstoff           | Wasserstoff           |  |  |  |  |  |  |  |  |  |  |  |  |  |  |  |  |  |  |
| Kohlenstoffmonoxid + Wasserstoff 2:1 | Kohlenstoffmonoxid + Wasserstoff 2:1 | Kohlenstoffmonoxid + Wasserstoff 2:1 | Kohlenstoffmonoxid + Wasserstoff 2:1 | Kohlenstoffmonoxid + Wasserstoff 2:1 | Kohlenstoffmonoxid + Wasserstoff 2:1 |  |  | Kohlenstoffmonoxid + Wasserstoff 1:1 | Kohlenstoffmonoxid + Wasserstoff 1:1 | Kohlenstoffmonoxid + Wasserstoff 1:1 | Kohlenstoffmonoxid + Wasserstoff 1:1 | Kohlenstoffmonoxid + Wasserstoff 1:1 | Kohlenstoffmonoxid + Wasserstoff 1:1 |  |  | Wasserstoff           | Wasserstoff           | Wasserstoff           | Wasserstoff           | Wasserstoff           | Wasserstoff           |  |  |  |  |  |  |  |  |  |  |  |  |  |  |  |  |  |  |
| Methanolsynthese | Methanolsynthese                     | Methanolsynthese                     | Methanolsynthese                     | Methanolsynthese                     | Methanolsynthese                     |  |  | Hydroformylierung                    | Hydroformylierung                    | Hydroformylierung                    | Hydroformylierung                    | Hydroformylierung                    | Hydroformylierung                    |  |  | Haber-Bosch-Verfahren | Haber-Bosch-Verfahren | Haber-Bosch-Verfahren | Haber-Bosch-Verfahren | Haber-Bosch-Verfahren | Haber-Bosch-Verfahren |  |  |  |  |  |  |  |  |  |  |  |  |  |  |  |  |  |  |
| Methanolsynthese | Methanolsynthese                     | Methanolsynthese                     | Methanolsynthese                     | Methanolsynthese                     | Methanolsynthese                     |  |  | Hydroformylierung                    | Hydroformylierung                    | Hydroformylierung                    | Hydroformylierung                    | Hydroformylierung                    | Hydroformylierung                    |  |  | Haber-Bosch-Verfahren | Haber-Bosch-Verfahren | Haber-Bosch-Verfahren | Haber-Bosch-Verfahren | Haber-Bosch-Verfahren | Haber-Bosch-Verfahren |  |  |  |  |  |  |  |  |  |  |  |  |  |  |  |  |  |  |
| Methanol | Methanol                             | Methanol                             | Methanol                             | Methanol                             | Methanol                             |  |  | Oxo-Produkte                         | Oxo-Produkte                         | Oxo-Produkte                         | Oxo-Produkte                         | Oxo-Produkte                         | Oxo-Produkte                         |  |  | Ammoniak              | Ammoniak              | Ammoniak              | Ammoniak              | Ammoniak              | Ammoniak              |  |  |  |  |  |  |  |  |  |  |  |  |  |  |  |  |  |  |
| Methanol | Methanol                             | Methanol                             | Methanol                             | Methanol                             | Methanol                             |  |  | Oxo-Produkte                         | Oxo-Produkte                         | Oxo-Produkte                         | Oxo-Produkte                         | Oxo-Produkte                         | Oxo-Produkte                         |  |  | Ammoniak              | Ammoniak              | Ammoniak              | Ammoniak              | Ammoniak              | Ammoniak              |  |  |  |  |  |  |  |  |  |  |  |  |  |  |  |  |  |  |
| Oxidation |                                      |                                      |                                      |                                      |                                      |  |  |                                      |                                      |                                      |                                      |                                      |                                      |  |  |                       |                       |                       |                       |                       |                       |  |  |  |  |  |  |  |  |  |  |  |  |  |  |  |  |  |  |
| |                                      |                                      |                                      |                                      |                                      |  |  |                                      |                                      |                                      |                                      |                                      |                                      |  |  |                       |                       |                       |                       |                       |                       |  |  |  |  |  |  |  |  |  |  |  |  |  |  |  |  |  |  |
| Formaldehyd | Formaldehyd                          | Formaldehyd                          | Formaldehyd                          | Formaldehyd                          | Formaldehyd                          |  |  | Lösemittel                           | Lösemittel                           | Lösemittel                           | Lösemittel                           | Lösemittel                           | Lösemittel                           |  |  | Dünger                | Dünger                | Dünger                | Dünger                | Dünger                | Dünger                |  |  |  |  |  |  |  |  |  |  |  |  |  |  |  |  |  |  |
| Formaldehyd | Formaldehyd                          | Formaldehyd                          | Formaldehyd                          | Formaldehyd                          | Formaldehyd                          |  |  | Lösemittel                           | Lösemittel                           | Lösemittel                           | Lösemittel                           | Lösemittel                           | Lösemittel                           |  |  | Dünger                | Dünger                | Dünger                | Dünger                | Dünger                | Dünger                |  |  |  |  |  |  |  |  |  |  |  |  |  |  |  |  |  |  |
| Harze |                                      |                                      |                                      |                                      |                                      |  |  |                                      |                                      |                                      |                                      |                                      |                                      |  |  |                       |                       |                       |                       |                       |                       |  |  |  |  |  |  |  |  |  |  |  |  |  |  |  |  |  |  |

Die Dampfreformierung, die partielle Oxidation und die Wassergas-Shift-Reaktion sind großtechnische durchgeführte Reaktionen. Das zunächst entstehende Produkt der Dampfreformierung ist ein als Synthesegas bezeichnetes Gasgemisch, das unter anderem für die Produktion von Methanol verwendet wird.
{\displaystyle \mathrm {CH_{4}+H_{2}O\rightarrow CO+3\,H_{2}} \qquad \,\Delta H=+206{,}2\,\mathrm {kJ/mol} }
Die partielle Oxidation von Methan wird ebenfalls als katalytisches Verfahren durchgeführt. Dabei reagiert Methan mit Sauerstoff in einer exothermen Reaktion zu Kohlenstoffmonoxid und Wasserstoff. Der Energiebedarf der partiellen Oxidation ist daher geringer ist als bei der Dampfreformierung, erfordert jedoch den Einsatz von reinem Sauerstoff als Reaktand. Weiterhin besteht die Gefahr einer Explosion bei instabilen Prozessbedingungen.
{\displaystyle \mathrm {2\ CH_{4}+O_{2}\rightarrow 2\ CO+4\,H_{2}} }
Eine Kombination beider Prozesse, bei der die partielle Oxidation den Energiebedarf der Dampfreformierung deckt, wird Autothermale Reformierung genannt.
Ist Wasserstoff das Zielprodukt, wird das entstandene Kohlenstoffmonoxid mit weiterem Wasser in einem sogenannten Sekundärreformer einer Wassergas-Shift-Reaktion zu Kohlenstoffdioxid und weiterem Wasserstoff umgesetzt. Als Katalysatoren dienen Eisen(III)-oxid-Kontakte.
{\displaystyle \mathrm {CO+H_{2}O\rightleftharpoons CO_{2}+H_{2}} \qquad \Delta H_{R\ 298}^{0}=-41{,}2\ \mathrm {kJ/mol} }
Der im Jahr 2010 hergestellte Wasserstoff wurde zu 98 % durch Dampfreformierung hergestellt. Die Folgeprodukte der Dampfreformierung und der partiellen Oxidation sind vielfältig. Je nach Kohlenstoffmonoxid zu Wasserstoffverhältnis wird das Synthesegas zur Methanolherstellung oder zur Hydroformylierung von Olefinen eingesetzt. Reiner Wasserstoff wird zur Produktion von Ammoniak im Haber-Bosch-Verfahren oder für Hydrierungen eingesetzt.

#### Thermokatalytische Zersetzung
Bei den genannten drei Verfahren fällt entweder Kohlenstoffmonoxid oder Kohlenstoffdioxid als weiteres Produkt an. Eine Kohlenstoffdioxid-freie Route zu Wasserstoff besteht in der thermischen oder thermokatalytischen Zersetzung von Methan in Kohlenstoff und Wasserstoff. Die Herstellung von Wasserstoff aus Methan unter Abtrennung von Kohlenstoff bietet einen Weg, Energie aus Wasserstoff durch Verbrennung oder in Brennstoffzellen ebenfalls ohne Kohlenstoffdioxid zu erzeugen.
{\displaystyle \mathrm {CH_{4}\longrightarrow C+2\ H_{2}} \ +75,6\ \mathrm {kJ/mol} }
Als Katalysator dient Nickel, der entweder als Netz oder als Nickelsalz auf verschiedenen Trägern eingesetzt werden kann. Gegenüber dem rein thermischen Zerfall, der bei etwa 1200 °C stattfindet, liegt das Temperaturniveau der thermokatalytischen Zersetzung bei etwa 500 bis 600 °C.

#### Herstellung von Ethin
Für die Herstellung von Ethin aus Methan sind verschiedene Prozesse entwickelt worden, etwa die autotherme Verbrennung im Sachsse-Bartholomé-Verfahren. Die Herstellung von Ethin gelingt weiterhin durch die thermische Spaltung von Methan im Lichtbogen bei Temperaturen von 2000 bis 3000 °C gemäß folgender Gleichung:
{\displaystyle \mathrm {2\,CH_{4}\rightarrow C_{2}H_{2}+3\,H_{2}} \qquad \Delta H^{0}=+398\;\mathrm {kJ\cdot mol^{-1}} }
Als Nebenprodukt fällt Ruß an. Die oxidative Kopplung von Methan zu Ethin durch die Reaktion mit Sauerstoff ist ebenfalls möglich, die Selektivität zu Ethin ist mit 20 % eher gering.

#### Herstellung von Kohlenstoffdisulfid
Methan geht außer mit Sauerstoff noch vielfältige weitere Reaktionen ein, etwa mit Schwefel. Die Reaktion zu Kohlenstoffdisulfid läuft bei einer Temperatur von etwa 600 °C in Gegenwart von Kieselgel- oder Aluminiumoxidkatalysatoren ab:
{\displaystyle \mathrm {CH_{4}+4\,S\rightarrow CS_{2}+2\,H_{2}S} }
Kohlenstoffdisulfid wird in großem Umfang zur Produktion von Kunstseide verwendet.

#### Herstellung von Cyanwasserstoff
Beim Andrussow-Verfahren reagiert Methan mit Ammoniak in Gegenwart von Sauerstoff zu Cyanwasserstoff und Wasser.
{\displaystyle \mathrm {2\,CH_{4}+2\,NH_{3}+3\,O_{2}\rightarrow 2\,HCN+6\,H_{2}O} }
Beim BMA-Verfahren der Degussa reagiert Methan mit Ammoniak in Gegenwart eines Platin-Katalysators bei Temperaturen von etwa 1200 °C direkt zu Cyanwasserstoff.
{\displaystyle \mathrm {CH_{4}+NH_{3}\rightarrow HCN+3\,H_{2}} }
Cyanwasserstoff wird zur Herstellung von Adiponitril, einem Zwischenprodukt für die Herstellung von Nylon 6,6, durch Hydrocyanierung verwendet, der katalytischen Addition von Cyanwasserstoff an 1,3-Butadien. Die Herstellung von Acetoncyanhydrin erfolgt durch die katalytische Addition von Cyanwasserstoff an Aceton. Weiterhin werden die α-Aminosäure DL-Methionin, die Verwendung in der Futtermittel-Supplementierung findet, sowie der Heterocyclus Cyanurchlorid aus Cyanwasserstoff hergestellt.

#### Herstellung von Halogenmethanen

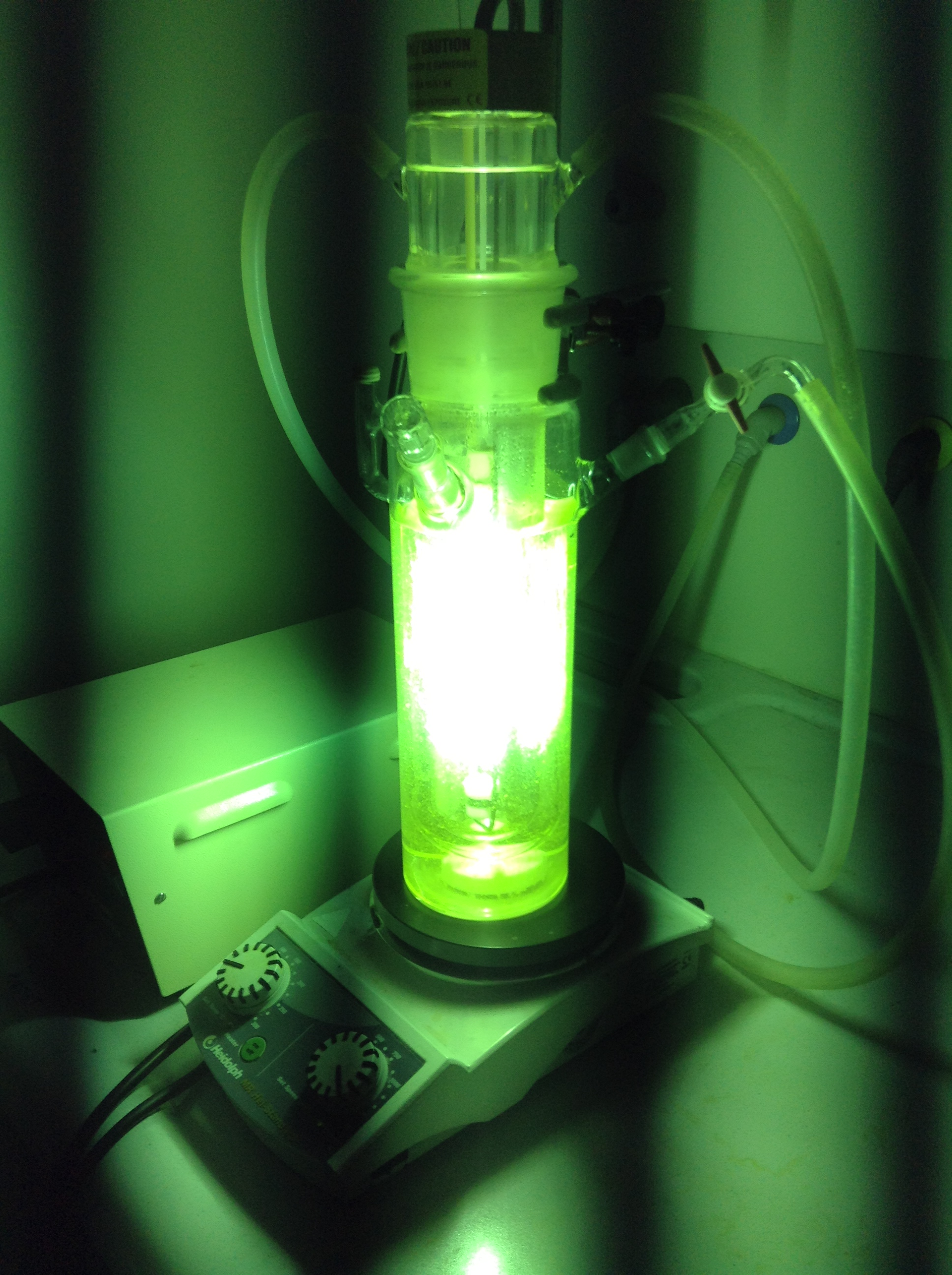
Photochemischer Laborreaktor

Die Chlorierung von Methan kann katalytisch, thermisch oder photochemisch erfolgen. Bei der Chlorierung nach allen drei Prozessen entstehen neben Chlormethan auch die höhere chlorierten Produkte Dichlormethan, Chloroform und Tetrachlormethan. Die höher substituierten Produkte entstehen bereits zu Beginn der Reaktion, wenn noch genügend unreagiertes Methan vorliegt. Die Reaktion ist stark exotherm mit etwa 100 Kilojoule pro Substitutionsreaktion:
{\displaystyle \mathrm {CH_{4}+Cl_{2}\longrightarrow CH_{3}Cl+HCl} } mit ΔRH = −103,5 kJ·mol−1
{\displaystyle \mathrm {CH_{3}Cl+Cl_{2}\longrightarrow CH_{2}Cl_{2}+HCl} } mit ΔRH = −102,5 kJ·mol−1
{\displaystyle \mathrm {CH_{2}Cl_{2}+Cl_{2}\longrightarrow CHCl_{3}+HCl} } mit ΔRH = −99,2 kJ·mol−1
{\displaystyle \mathrm {CHCl_{3}+Cl_{2}\longrightarrow CCl_{4}+HCl} } mit ΔRH = −94,8 kJ·mol−1
Die Photochlorierung von Methan läuft bei Belichtung unter Beteiligung von Methyl- und Chlorradikalen als Kettenträger nach dem folgenden Schema ab:
{\displaystyle \mathrm {Cl_{2}\ {\xrightarrow {h\nu }}\ Cl{\cdot }+{\cdot }Cl\quad (Kettenstart)} }
{\displaystyle \mathrm {Cl{\cdot }+CH_{4}\longrightarrow {\cdot }CH_{3}+HCl\quad (Kettenfortpflanzung)} }
{\displaystyle \mathrm {CH_{3}{\cdot }+Cl_{2}\longrightarrow {\cdot }Cl+CH_{3}Cl\quad (Kettenfortpflanzung)} }
{\displaystyle \mathrm {Cl{\cdot }+{\cdot }CH_{3}\longrightarrow CH_{3}Cl\quad (Kettenabbruch)} }
{\displaystyle \mathrm {Cl{\cdot }+{\cdot }Cl\longrightarrow Cl_{2}\quad (Kettenabbruch)} }
Höherhalogenierte Produkte entstehen nach demselben Schema, wobei die gezielte Synthese von Chloroform bevorzugt über die Chlorierung von Aceton und die Synthese von Tetrachlormethan über die Chlorierung von Kohlenstoffdisulfid erfolgt.
{\displaystyle \mathrm {CH_{3}Cl+Cl_{2}\longrightarrow CH_{2}Cl_{2}+HCl} } (Dichlormethan)
{\displaystyle \mathrm {CH_{2}Cl_{2}+Cl_{2}\longrightarrow CHCl_{3}+HCl} } (Chloroform)
{\displaystyle \mathrm {CHCl_{3}+Cl_{2}\longrightarrow CCl_{4}+HCl} } (Tetrachlormethan)
Die chlorierten Methanderivate finden vielfältige industrielle Anwendung. Methylchlorid wird zur Herstellung von Methylzellulose verwendet, früher wurde es zur Herstellung von Tetramethylblei verwendet. Dichlormethan wird vor allem als Lösungsmittel verwendet. Brommethan wird in der Schädlingsbekämpfung zu Bodenbegasung und Begasung von Transportbehältern eingesetzt.

## Biologische Bedeutung

### Methanogene Archaeen

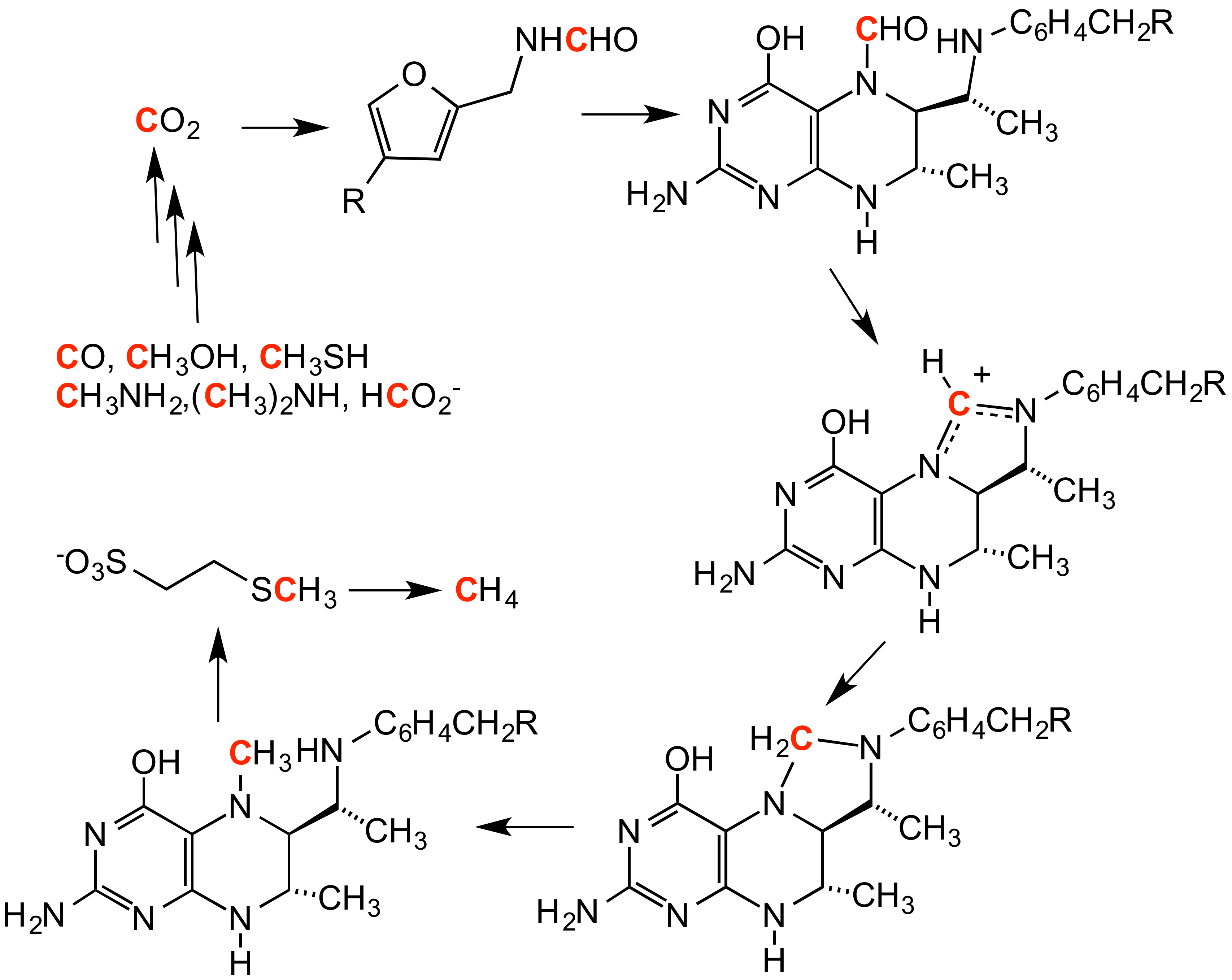
Methanogeneszyklus mit Zwischenstufen

Die Methanogenese in Methanbildnern aus der Domäne der Archaeen oder Urbakterien ist eine Form der anaeroben Atmung. Als Kohlenstoffquelle dienen zum Beispiel Kohlenstoffdioxid, Essigsäure sowie C1-Verbindungen wie Methanol und Ameisensäure. Der überwiegende Teil des irdischen Methans stammt aus der biotischen Methanogenese durch die Reduktion von Kohlenstoffdioxid durch biologisch erzeugten Wasserstoff sowie durch den Zerfall von Essigsäure in Kohlenstoffdioxid und Methan durch Essigsäure-spaltende, acetoklastische Methanbildner.

### Methanotrophe Mikroben
Methan wird durch bestimmte methanotrophe Prokaryoten, etwa Methylococcus capsulatus (Familie Methylococcaceae der Gammaproteobakterien) in Gewässern und Böden mit Sauerstoff zu Kohlenstoffdioxid und Wasser oxidiert. Es kann sich dabei um Bakterien oder Archaeen handeln, die unter aeroben oder anaeroben Bedingungen wachsen. Diese Umsetzung ist exergon und die Prokaryoten nutzen sie als Energiequelle. Diese sind oft in der Nähe von Methanquellen zu finden, etwa in Feuchtgebieten oder in aquatischen Umgebungen. Aufgrund ihrer Rolle als Methansenke, welche die Freisetzung von Methan in die Atmosphäre reduziert, wird ihr möglicher positiver Einfluss auf die Reduktion der globalen Erwärmung untersucht.
In den Höhlen und unterirdischen Flüssen der Halbinsel Yucatán ist Methan die treibende Kraft für das dortige Leben. Das im Wasser gelöste Methan wird durch Bakterien umgewandelt und stellt somit die Grundlage des lokalen Nahrungsnetzes dar. Die dort lebenden Krebstiere beispielsweise beziehen bis zu 21 % ihrer Nahrung indirekt über methanotrophe Mikroben aus Methan.
Die Umsetzung des Methans erfolgt unter anderem über das Enzym Methan-Monooxygenase, welches die Oxidation zu Methanol katalysiert. Die Methan-Monooxygenase liegt in einer löslichen Form mit zwei sauerstoffverbrückten Eisenatomen im aktiven Zentrum und einer unlöslichen Form vor, die ein Kupferatom im aktiven Zentrum enthält.

### Zoo- und Phytoplankton
Meeresalgen wie Emiliania huxleyi und andere Haptophyta produzieren im Ozean signifikante Mengen Methan: Versuche mit 13C-markierten Substraten wie Hydrogencarbonat, methylierten Schwefelverbindungen wie Dimethylsulfid, Dimethylsulfoxid und Methioninsulfoxid  führten zur Bildung von 13C-angereichertem Methan. Feldstudien etwa im Pazifischen Ozean zeigten, dass die Methanproduktion durch Algen wahrscheinlich ein häufig ablaufender und wichtiger Prozess in marinen Oberflächengewässern ist. Zooplankton setzt bei der Konsumtion von Algen ebenfalls Methan frei, das vermutlich im Verdauungstrakt gebildet wird. Ein möglicher Mechanismus ist Umsetzung neu gebildeter Methylamine wie Methylamin und Trimethylamin.

## Umweltrelevanz

Entwicklung der Methankonzentration am Vulkan Mauna Loa auf Hawaii

Methan-Konzentration in der Erdatmosphäre seit 800.000 vor unserer Zeit

Methan könnte als Treibhausgas vor etwa 252 Mio. Jahren das größte Massenaussterben des Phanerozoikums mit verursacht haben. Der Anstieg seiner Konzentration in der Erdatmosphäre in der Moderne ist einer der Aspekte des Anthropozäns. Laut zweier Studien des Global Carbon Project stammten 2017 mehr als 60 % der Methan-Emissionen aus der menschlichen Wirtschaft.
2021 erreichte die Konzentration in der Atmosphäre 262 % des Niveaus vor der Industrialisierung. Die globale Durchschnittskonzentration von Methan stieg laut WMO-Schätzungen 2021 um 18 auf 1908 ppb. 2020 stieg die Konzentration um 15 ppb, ebenfalls mehr als im langjährigen Durchschnitt.

### Atmosphärenchemie
In einer sauerstoffhaltigen Atmosphäre wird Methan langsam oxidiert, insbesondere durch Hydroxyl-Radikalen zu Kohlenstoffdioxid und Wasser. Dieser Prozess verläuft langsam; die Halbwertszeit wird auf 12 Jahre geschätzt.
In der Erdatmosphäre reagiert Methan mit Sauerstoff zunächst zu Formaldehyd und gegebenenfalls zu Ozon. Durch weitere Oxidation entsteht schließlich Kohlenstoffdioxid und Wasser.
{\displaystyle \mathrm {CH_{4}+\ 4\ O_{2}\ \longrightarrow CH_{2}O\ +\ 2\ O_{3}+\ H_{2}O} }
{\displaystyle \mathrm {CH_{4}+\ O_{2}\ \longrightarrow CH_{2}O\ +\ H_{2}O} }
In der Stratosphäre ist Methan die Hauptquelle für Hydroxyl-Radikale und Wasser sowie die Konvertierung von atomarem Chlor in Chlorwasserstoff.
{\displaystyle \mathrm {CH_{4}+O{(^{1}D)}\ \longrightarrow CH_{3}+OH} }
{\displaystyle \mathrm {CH_{4}+Cl\ \longrightarrow CH_{3}+HCl} }

### Treibhauspotenzial
Das Treibhauspotenzial von Methan ist, auf einen Zeitraum von 100 Jahren bezogen, 28-mal höher als das der gleichen Gewichtsmenge Kohlenstoffdioxid. Nach einer neueren Untersuchung beträgt dieser Faktor 33, wenn Wechselwirkungen mit atmosphärischen Aerosolen berücksichtigt werden. Auf einen Zeitraum von 20 Jahren bezogen steigt dieser Faktor auf 84. Methan trägt rund 20 bis 30 % zum anthropogenen Treibhauseffekt bei. Nach Einschätzung des Umweltprogramms der Vereinten Nationen (UNEP) könnte mit Maßnahmen gegen Methan-Emissionen erreicht werden, dass die mittlere globale Temperatur bis 2045 um fast 0,3 °C langsamer steigt als erwartet. Im Vergleich zu Kohlenstoffdioxid hat Methan eine kürzere Verweildauer in der Erdatmosphäre (12 Jahre ggü. 5–200 Jahre). Das UN-Umweltprogramm UNEP hat im Oktober 2021 die Gründung einer Internationalen Beobachtungsstelle für Methanemissionen (IMEO – International Methane Emissions Observatory) angekündigt, mit der die von den USA und der EU initiierte „Globale Methan-Verpflichtung“ ergänzt werden soll. Parallel dazu verzeichnete die Weltorganisation für Meteorologie (WMO) 2021 den höchsten Anstieg der Methan-Konzentration in der Atmosphäre seit Beginn der systematischen Messungen. Am schnellsten und kostengünstigsten ließe sich der Methanausstoß im Energiesektor vermindern. Laut Einschätzung der Internationalen Energieagentur (IEA) könnten 60 bis 80 % dieser Emissionen ohne Mehrkosten unterbunden werden.

### Emissionsquellen für atmosphärisches Methan

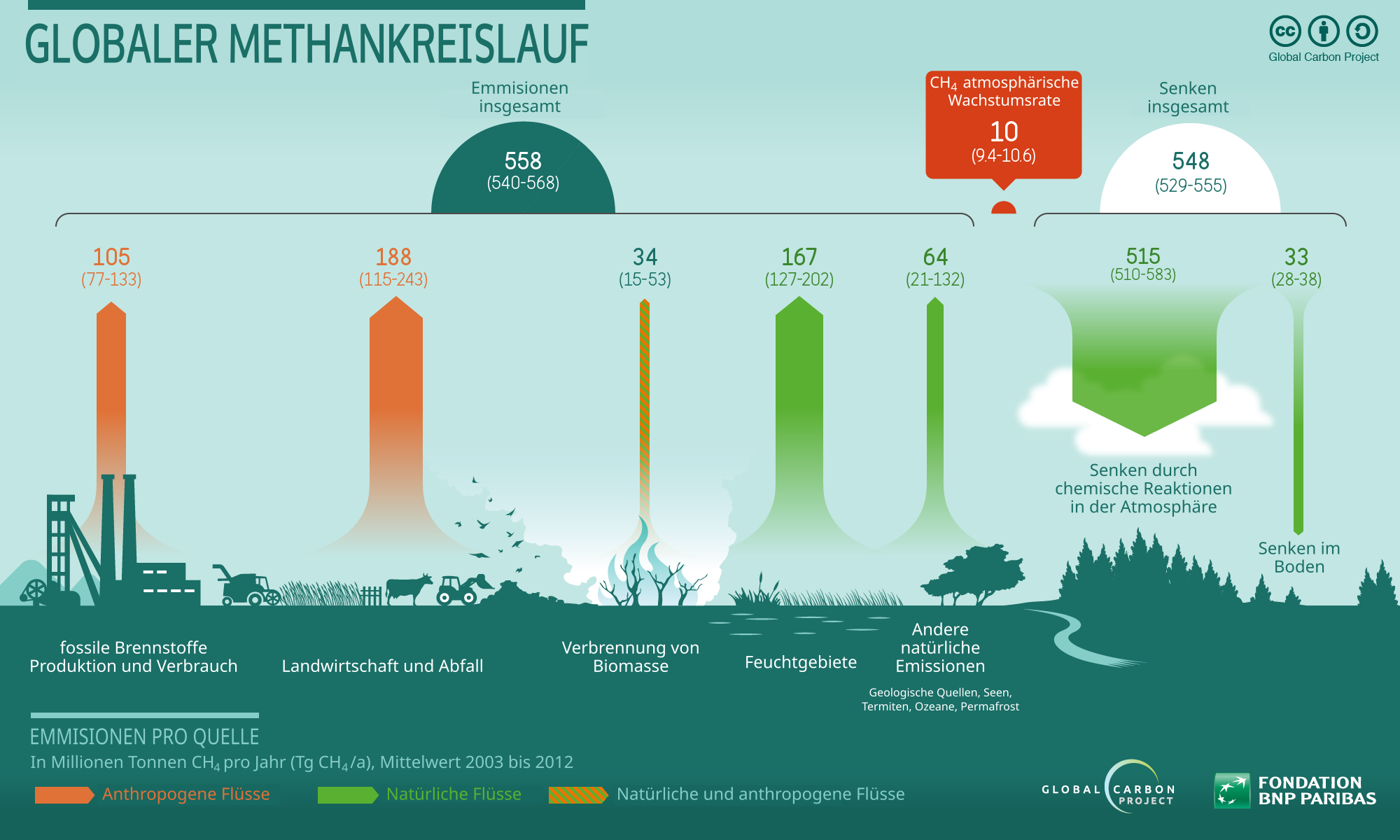
Globaler Methankreislauf (2016), Global Carbon Project

Die Methankonzentrationen stiegen zwischen 2000 und 2006 jährlich um etwa 0,5 ppb, seit 2006 mit einer mehr als zehnfach höheren Rate. Damit ist weit mehr Methan in der Erdatmosphäre als jemals während der letzten 650.000 Jahre. Eine im Februar 2020 erschienene Studie von Forschern der University of Rochester sieht starke Indizien dafür, dass rund zehnmal weniger Methan auf natürliche Weise aus geologischen Quellen austritt als bislang angenommen. Im Umkehrschluss hat die Förderung fossiler Energien (Öl, Gas und Kohle) einen deutlich höheren Anteil an den Methanemissionen.
Jährlich werden auf der Erde etwa 600 Millionen Tonnen Methan emittiert. In Deutschland sank die Emission zwischen 1990 und 2018 von 121,2 Millionen Tonnen auf etwa 52,6 Millionen Tonnen CO2-Äquivalent.
Anfang 2014 berichtete das Forschungsmagazin Science nach einer Metaanalyse von über 200 Studien, die US-amerikanische Umweltschutzbehörde Environmental Protection Agency (EPA) habe den Methangas-Ausstoß in den USA seit 20 Jahren zu gering angegeben. In den USA wurden jährlich 40 Millionen Tonnen mehr in die Atmosphäre emittiert als bisher offiziell angenommen, sowohl aus natürlichen Quellen als auch aus der Viehhaltung von beispielsweise 88 Millionen Rindern im Land sowie aus Lecks in Förderanlagen und Pipelines. Basierend auf Daten aus Feldmessungen werden die jährlichen Methanemissionen aus der Öl- und Gaslieferkette auf etwa 13 Millionen Tonnen pro Jahr geschätzt und liegen damit 60 % über den Schätzungen der US-Umweltschutzbehörde. Bei der Öl- und Gasproduktion sind die gemessenen Emissionen doppelt so hoch wie die behördlichen Schätzwerte. Mittels des Tropomi-Spektrometers wurden allein im Permian Basin in Texas 2018 eine jährliche Emission von 2,9 ±0,5 Millionen Tonnen gemessen. Unklar ist (Stand 2014), wieweit die fehlerhaften Angaben Einfluss auf die Rechenmodelle zur Entwicklung des Weltklimas haben.

#### Fracking
Der Ausstoß von Methan hat besonders in den Vereinigten Staaten signifikant zugenommen. Dieser könnte mit der Förderung von Schiefergas durch Fracking (Hydraulic Fracturing) zusammenhängen. Es gibt erhebliche Unsicherheiten über das Ausmaß der Methanleckagen im Zusammenhang mit Fracking und Hinweise darauf, dass die Leckagen die Vorteile der Verbrennung von Erdgas gegenüber anderen fossilen Brennstoffen zunichtemachen könnten. Laut einer 2020 veröffentlichten Studie emittieren Fracking-Anlagen doppelt so viel Methan wie zuvor geschätzt. Für die Hydraulic-Fracturing-Anlagen in Pennsylvania wird eine Leckagerate von etwa 10 % angenommen, die als repräsentativ für die Hydraulic-Fracturing-Industrie in den USA im Allgemeinen angesehen wird. Die Methanemissionen im Gebiet der Marcellus-Formation wurden pro Jahr zu etwa 0,67 Millionen Tonnen bestimmt.

#### Permafrost
Die Freisetzung von Methan aus Permafrost und vom Meeresboden ist eine mögliche Folge und eine weitere Ursache für die globale Erwärmung. Aus arktischen Permafrostböden wird Methan sowohl geologischen als auch biologischen Ursprungs freigesetzt, biogenes durch Umwandlung von Permafrost in Feuchtgebiete. Biogenes Methan wird in Abhängigkeit von den Wetterbedingungen wie Temperatur und Sonneneinfall freigesetzt, während Methan geologischen Ursprungs unabhängig davon freigesetzt wird.

#### Öl- und Kohlegewinnung und Transport
Durch nicht bemerkte Lecks in Raffinerien und beim Transport von Öl und Gas durch Pipelines entweichen erhebliche Mengen Methan in die Erdatmosphäre. Die Internationale Energieagentur (IEA) in Paris schätzte diese Menge Ende 2017 auf rund 75 Mio. Tonnen pro Jahr und damit 1,7 % der Gesamtfördermenge.
Studien deuten darauf hin, dass die Methan-Emissionen aus Kohleminen stark unterschätzt wurden. So wurde 2014 in der Gegend um Four Corners durch Satellitendaten eine gewaltige Methanemission aus nahe gelegenen Kohleabbaustätten detektiert. Mit geschätzten 600.000 Tonnen Methan pro Jahr sind die Emissionen größer als die der gesamten britischen Öl-, Gas- und Kohleindustrie.
Durch Leckagen in der Erdgasinfrastruktur kann es zu bedeutenden Freisetzungen von Methan kommen. So führte 2015 ein Leck in einer unterirdischen Speicheranlage im Aliso Canyon zu einer massiven Freisetzung von Erdgas, bei der etwa 100.000 Tonnen Methan entwichen. Bei einem Blowout in Ohio im Jahr 2018 wurden über einen Zeitraum von 20 Tagen etwa 57.000 Tonnen Methan emittiert.

#### Reisanbau, Ziegen-, Schaf- und Rinderzucht

Methanentstehung im Kuhmagen

Etwa 70 % der mikrobiellen Methanemission der Erde ist auf menschliche Aktivitäten zurückzuführen. Die Methanemissionen in der Landwirtschaft und bei der Tierhaltung tragen dazu etwa 40 bis 46 % bei. Davon entfallen etwa 66 % auf die Rinderhaltung, 20 % auf den Nassreisanbau und etwa 7 % auf Wirtschaftsdünger. Viele Pflanzen produzieren ständig Methan und tragen so seit jeher zum Methangehalt der Atmosphäre bei.
Die archaeellen Methanbildner im Pansen wiederkäuender Tiere sind für die ständige Neubildung von Methan verantwortlich. Ein Hausrind stößt täglich etwa 150 bis 250 Liter Methan aus, weil im Rindermagen Methanogene an der Zersetzung von Cellulose beteiligt sind. Die Senkung der Methanemission von Kühen durch Futterzusätze wird intensiv erforscht. Einer der inzwischen auf dem Markt erhältlichen Futterzusätze ist Bovaer. Möglicherweise können die Methanemissionen der Wiederkäuer durch spezielle Impfungen gesenkt werden. Die Methanbildung reduziert auch die Energie, die den Tieren durch die Nahrungsaufnahme zur Verfügung gestellt wird und damit nicht für die Produktion von Milch, Fleisch oder Fasern zur Verfügung steht. Der Energieverlust ist auf etwa 6 bis 10 % der Bruttoenergieaufnahme geschätzt worden.

## Sicherheitsaspekte

Diagramm zur Entflammbarkeit von Methan

Methan ist hoch entzündlich, der Flammpunkt liegt bei −188 °C, die Zündtemperatur bei 595 °C. Methan bildet bei einem Volumenanteil zwischen 4,4 und 16,5 % in Luft explosive Gemische.
Durch unbemerktes Ausströmen von Erdgas kommt es immer wieder zu folgenschweren Gasexplosionen, etwa die Explosion der New London School 1937. In Folge wurde die Beimengung von Methanthiol, Tetrahydrothiophen oder ähnlichen, leicht wahrnehmbaren Odoriermitteln zum Erdgas vorgeschrieben. Methanbehälter sollen an gut belüfteten Orten aufbewahrt und von Zündquellen ferngehalten werden und es sollten Maßnahmen gegen elektrostatische Aufladung getroffen werden. Die gefürchteten Grubengasexplosionen in Kohlebergwerken, sogenannte Schlagwetter, sind auf Methan-Luft-Gemische zurückzuführen.
Methan wird, um die Dichte zu erhöhen, unter hohem Druck in Gasflaschen bei 200 bar aufbewahrt. Methan liegt in der handelsüblichen 50 Liter-Stahlflasche oder in Kraftfahrzeugtanks, oft mit Kohlenstofffasern verstärktes Epoxidharz über Aluminium-Liner, komprimiert auf 200 bar gasförmig vor, sogenanntes Compressed Natural Gas (CNG).
Der Schifftransport in großen Mengen erfolgt in fast überdrucklosen Membrantanks, jedoch bei etwa −162 °C tiefkalt verflüssigt, sogenanntes Liquified Natural Gas (LNG). Schiffe mit Rohr- und Kugeltanks transportieren Erdgas bei einem Druck von etwa 200 bis 300 bar und bei höherer Temperatur.
Methan wird bei tiefen Temperaturen flüssig gelagert, weil die Dichte dadurch auf knapp das 600-fache erhöht wird. Aus diesem Grund kann es beim Austritt dieses gekühlten Methans leicht zu Erfrierungen kommen. Methan selbst ist ungiftig, durch Verdrängung von Sauerstoff aus der normalen Atemluft jedoch kann die Aufnahme von Methan zu erhöhter Atemfrequenz (Hyperventilation) und erhöhter Herzfrequenz führen, kurzzeitig niedrigen Blutdruck, Taubheit in den Extremitäten, Schläfrigkeit, mentale Verworrenheit und Gedächtnisverlust auslösen, alles hervorgerufen durch Sauerstoffmangel. Methan führt nicht zu bleibenden Schäden. Wenn die Symptome auftreten, sollte das betroffene Areal verlassen und tief eingeatmet werden, falls daraufhin die Symptome nicht verschwinden, sollte die betroffene Person in ein Krankenhaus gebracht werden.

## Nachweis

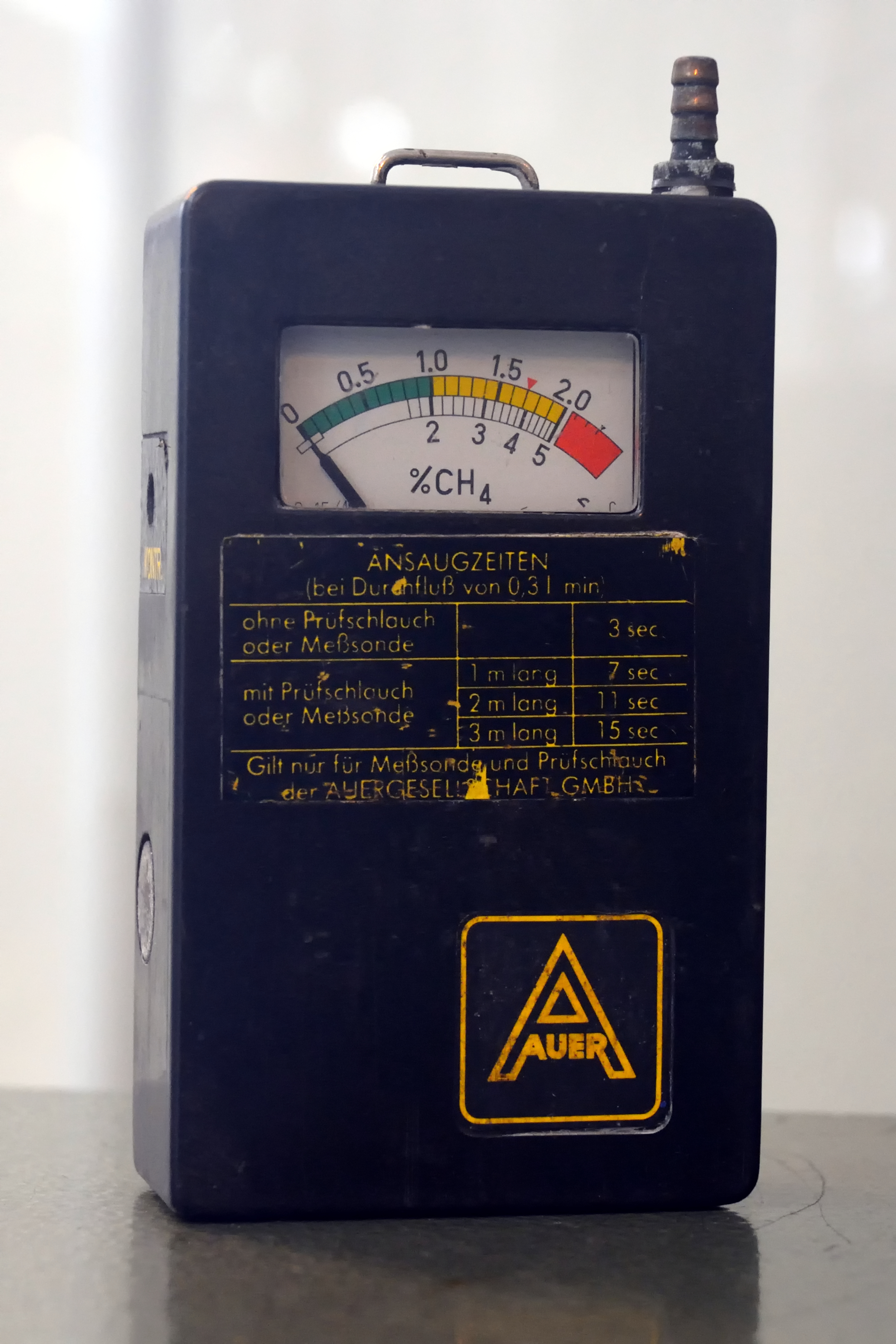
Methanometer der Zeche Zollern

Der Nachweis von Methan kann mittels Infrarotspektroskopie erfolgen. Für den Nachweis extraterrestrischer Vorkommen ist der infrarotspektroskopische Nachweis etabliert. Methan kann mittels Gaschromatographie und mit Gaschromatographie mit Massenspektrometrie-Kopplung nachgewiesen und quantifiziert werden. Im Bergbau wurden früher zur Warnung vor Schlagwettern verschiedene qualitative Nachweismethoden eingesetzt, etwa die Davy-Lampe mit Flammsieb.
Moderne Methoden zur Methanmessung basieren auf unter anderem auf der Infrarottechnik oder katalytischen Wärmetönungssensoren. Ein Methanometer besteht aus einer Anordnung von vier beheizten Drähten, von denen zwei Drähte mit einem Katalysator beschichtet und in einer Wheatstone-Brücke mit zwei unbeschichteten inaktiven Elementen angeordnet sind. Durch katalytische Oxidation des Methans werden die beschichteten Drähte in methanhaltiger Luft erwärmt. Mittels Eichung kann die daraus resultierende Änderung des Widerstands der aktiven und inaktiven Elemente als entsprechende Methankonzentration angezeigt werden.

## Externe Links zu erwähnten Verbindungen
1. ↑  Externe Identifikatoren von bzw. Datenbank-Links zu Methioninsulfoxid:  CAS-Nr.: 3226-65-1, EG-Nr.: 221-758-0, ECHA-InfoCard: 100.019.780, PubChem: 158980, ChemSpider: 139840, Wikidata: Q27102175.

Methan |
Ethan |
Propan |
Butan |
Pentan |
Hexan |
Heptan |
Octan |
Nonan |
Decan |
Undecan |
Dodecan |
Höhere Alkane